# Sztárban sztár (harmadik évad)
A Sztárban sztár című zenés show-műsor harmadik évadja 2015. szeptember 27-én vette kezdetét a TV2-n. A zsűritagok Bereczki Zoltán, Majoros Péter, Liptai Claudia, valamint Havas Henrik voltak, utóbbi Hajós Andrást váltotta. A műsorvezető ezúttal is Till Attila volt.
Az SMS-szavazás helyett a harmadik évadban a nézők a TV2 Live mobilapplikáción keresztül adhatták le voksaikat az énekesekre. A show népszerűsége miatt a TV2 csoport Sztárban sztár Afterparty címmel egy háttérműsort is elindított, amely a Super TV2-n volt látható közvetlenül az élő adások után, Till Attila műsorvezetésével. Az énekesekkel az online interjúkat Jabin Péter készítette.
Az évad tíz részes volt, vasárnaponként sugározta a TV2. A döntőre 2015. november 29-én került sor, ahol a harmadik széria győztese Gáspár Laci lett, így ő nyerte el „Magyarország legsokoldalúbb előadóművésze” címet 2015-ben. Az évad során összesen 95 produkciót és 122 átalakulást láthattak a nézők.

## Versenyzők
A harmadik évad újítása volt, hogy a nézők 2014. november 20-ig a műsor Facebook oldalán jelölhettek énekeseket a szereplésre. A műsorkészítők e jelöltek közül választották ki a show szereplőit.
| - Bebe - Csonka András - Gáspár Laci - Rácz Gergő - Peter Šrámek - Varga Győző | - Baby Gabi - Csobot Adél - Janza Kata - Nyári Aliz és Nyári Edit (Nyári lányok) - Tóth Gabi - Wolf Kati |

A Nyári lányok közösen szerepeltek a műsorban, így ők mindig duett produkciót vagy egy duót alakítottak.

## Szavazás
Az első két évaddal ellentétben, a harmadik szériában a nézők a TV2 Live mobilapplikációján keresztül szavazhattak. Az alkalmazást 2015. szeptember 22-től lehetett ingyenesen letölteni Android, iOS vagy Windows Phone operációs rendszert futtató okostelefonokra, táblagépekre. Minden versenyző fellépése alatt megjelent az alkalmazásban a szavazási képernyő, melyen két gomb volt található: a zöld ikon az „Igen”, a piros ikon jelentette a „Nem” szavazatot.
A beérkező nézői szavazatokat valós időben összeszámolták és azokat a zsűri szavazataival összesítve dőlt el, hogy az adott versenyző továbbjutott-e, vagy kiesett.

## Összesített eredmények
| – Az előadó továbbjutott                          |
| – A két legkevesebb szavazattal rendelkező előadó |
| – Az előadó kiesett                               |

| #   | Előadó        | 1. adás (szeptember 27.) | 2. adás (október 4.)  | 3. adás (október 11.) | 4. adás (október 18.) | 5. adás (október 25.) | 6. adás (november 1.) | 7. adás (november 8.) | 8. adás (november 15.) | 9. adás (november 22.) | 10. adás (november 29.) |
| --- | ------------- | ------------------------ | --------------------- | --------------------- | --------------------- | --------------------- | --------------------- | --------------------- | ---------------------- | ---------------------- | ----------------------- |
| 1.  | Gáspár Laci   | Továbbjutott             | Továbbjutott          | Továbbjutott          | Továbbjutott          | Továbbjutott          | Továbbjutott          | Továbbjutott          | Továbbjutott           | 1. helyezett           | 1. helyezett a döntőben |
| 2.  | Peter Šrámek  | Továbbjutott             | Továbbjutott          | Továbbjutott          | Továbbjutott          | Továbbjutott          | Továbbjutott          | Továbbjutott          | Továbbjutott           | 2. helyezett           | 2. helyezett a döntőben |
| 3.  | Tóth Gabi     | Továbbjutott             | Továbbjutott          | Továbbjutott          | Továbbjutott          | Továbbjutott          | Továbbjutott          | Továbbjutott          | Továbbjutott           | 3. helyezett           | 3. helyezett a döntőben |
| 4.  | Csobot Adél   | Utolsó kettő             | Továbbjutott          | Továbbjutott          | Továbbjutott          | Utolsó kettő          | Továbbjutott          | Továbbjutott          | Utolsó kettő           | 4. helyezett           | 4. helyezett a döntőben |
| 5.  | Wolf Kati     | Továbbjutott             | Továbbjutott          | Továbbjutott          | Továbbjutott          | Továbbjutott          | Utolsó kettő          | Utolsó kettő          | Utolsó kettő           | Kiesett a 8. adásban   | Kiesett a 8. adásban    |
| 6.  | Rácz Gergő    | Továbbjutott             | Továbbjutott          | Továbbjutott          | Továbbjutott          | Továbbjutott          | Továbbjutott          | Utolsó kettő          | Kiesett a 7. adásban   | Kiesett a 7. adásban   | Kiesett a 7. adásban    |
| 7.  | Varga Győző   | Továbbjutott             | Továbbjutott          | Továbbjutott          | Továbbjutott          | Továbbjutott          | Utolsó kettő          | Kiesett a 6. adásban  | Kiesett a 6. adásban   | Kiesett a 6. adásban   | Kiesett a 6. adásban    |
| 8.  | Baby Gabi     | Továbbjutott             | Utolsó kettő          | Továbbjutott          | Utolsó kettő          | Utolsó kettő          | Kiesett az 5. adásban | Kiesett az 5. adásban | Kiesett az 5. adásban  | Kiesett az 5. adásban  | Kiesett az 5. adásban   |
| 9.  | Csonka András | Továbbjutott             | Továbbjutott          | Utolsó kettő          | Utolsó kettő          | Kiesett a 4. adásban  | Kiesett a 4. adásban  | Kiesett a 4. adásban  | Kiesett a 4. adásban   | Kiesett a 4. adásban   | Kiesett a 4. adásban    |
| 10. | Nyári lányok  | Továbbjutottak           | Továbbjutottak        | Utolsó kettő          | Kiestek a 3. adásban  | Kiestek a 3. adásban  | Kiestek a 3. adásban  | Kiestek a 3. adásban  | Kiestek a 3. adásban   | Kiestek a 3. adásban   | Kiestek a 3. adásban    |
| 11. | Bebe          | Továbbjutott             | Utolsó kettő          | Kiesett a 2. adásban  | Kiesett a 2. adásban  | Kiesett a 2. adásban  | Kiesett a 2. adásban  | Kiesett a 2. adásban  | Kiesett a 2. adásban   | Kiesett a 2. adásban   | Kiesett a 2. adásban    |
| 12. | Janza Kata    | Utolsó kettő             | Kiesett az 1. adásban | Kiesett az 1. adásban | Kiesett az 1. adásban | Kiesett az 1. adásban | Kiesett az 1. adásban | Kiesett az 1. adásban | Kiesett az 1. adásban  | Kiesett az 1. adásban  | Kiesett az 1. adásban   |

## Adások

### 1. adás (szeptember 27.)
- Közös produkció: Heroes (Måns Zelmerlöw)

| #  | Előadó                | Dal                       | Eredeti előadó                               | Pontozás        | Pontozás       | Pontozás     | Pontozás      | Pontozás | Eredmény       |
| #  | Előadó                | Dal                       | Eredeti előadó                               | Bereczki Zoltán | Liptai Claudia | Havas Henrik | Majoros Péter | Összesen | Eredmény       |
| -- | --------------------- | ------------------------- | -------------------------------------------- | --------------- | -------------- | ------------ | ------------- | -------- | -------------- |
| 1  | Janza Kata            | Hadd főzzek ma magamnak!  | Bergendy István (Bergendy-együttes)          | 8               | 8              | 8            | 6             | 30       | Kiesett        |
| 2  | Csobot Adél           | Szólj már!                | Terecskei Rita (Zanzibar)                    | 8               | 8              | 8            | 6             | 30       | Párbajozott    |
| 3  | Gáspár Laci           | All About That Bass       | Meghan Trainor                               | 9               | 9              | 8            | 7             | 33       | Továbbjutott   |
| 4  | Nyári Aliz Nyári Edit | Cheri Cheri Lady          | Dieter Bohlen (Modern Talking) Thomas Anders | 7               | 8              | 8            | 7             | 30       | Továbbjutottak |
| 5  | Csonka András         | Nem adom kölcsön a szívem | Balázs Pali                                  | 8               | 9              | 9            | 7             | 33       | Továbbjutott   |
| 6  | Wolf Kati             | Tépj szét!                | Oroszlán Szonja                              | 10              | 10             | 10           | 8             | 38       | Továbbjutott   |
| 7  | Baby Gabi             | Nem vagyok én apáca       | Zalatnay Sarolta                             | 10              | 9              | 9            | 8             | 36       | Továbbjutott   |
| 8  | Varga Győző           | Hound Dog                 | Elvis Presley                                | 7               | 8              | 8            | 7             | 30       | Továbbjutott   |
| 9  | Tóth Gabi             | Uptown Funk               | Bruno Mars                                   | 8               | 10             | 8            | 7             | 33       | Továbbjutott   |
| 10 | Peter Šrámek          | Repül a bálna             | Cipő (Republic)                              | 9               | 8              | 9            | 7             | 33       | Továbbjutott   |
| 11 | Rácz Gergő            | I’m Outta Love            | Anastacia                                    | 7               | 9              | 8            | 7             | 31       | Továbbjutott   |
| 12 | Bebe                  | Crazy Crazy Nights        | Paul Stanley (Kiss)                          | 7               | 9              | 7            | 6             | 29       | Továbbjutott   |

### 2. adás (október 4.)
- Közös produkció: Birthday (Katy Perry)

| #  | Előadó                | Dal                              | Eredeti előadó                     | Pontozás        | Pontozás       | Pontozás     | Pontozás      | Pontozás | Eredmény       |
| #  | Előadó                | Dal                              | Eredeti előadó                     | Bereczki Zoltán | Liptai Claudia | Havas Henrik | Majoros Péter | Összesen | Eredmény       |
| -- | --------------------- | -------------------------------- | ---------------------------------- | --------------- | -------------- | ------------ | ------------- | -------- | -------------- |
| 1  | Bebe                  | If I Only Knew                   | Tom Jones                          | 8               | 8              | 7            | 7             | 30       | Kiesett        |
| 2  | Wolf Kati             | Lehet zöld az ég…                | Varga Viktor                       | 10              | 10             | 10           | 9             | 39       | Továbbjutott   |
| 3  | Baby Gabi             | Ragyog a szívem                  | Mohamed Fatima                     | 9               | 9              | 9            | 8             | 35       | Párbajozott    |
| 4  | Nyári Aliz Nyári Edit | Barcelona                        | Freddie Mercury Montserrat Caballé | 9               | 10             | 9            | 9             | 37       | Továbbjutottak |
| 5  | Tóth Gabi             | Toxic                            | Britney Spears                     | 10              | 9              | 9            | 9             | 37       | Továbbjutott   |
| 6  | Varga Győző           | Pocsolyába léptem                | Takáts Tamás                       | 8               | 8              | 8            | 8             | 32       | Továbbjutott   |
| 7  | Rácz Gergő            | Learning to Let Go               | Heincz Gábor „Biga”                | 8               | 9              | 9            | 8             | 34       | Továbbjutott   |
| 8  | Csobot Adél           | Nem csak a húszéveseké a világ   | Aradszky László                    | 10              | 10             | 10           | 10            | 40       | Továbbjutott   |
| 9  | Csonka András         | Enigma (Give a Bit of Mmh to Me) | Amanda Lear                        | 9               | 9              | 8            | 8             | 34       | Továbbjutott   |
| 10 | Peter Šrámek          | Nika se perimeno                 | Delhusa Gjon                       | 8               | 9              | 9            | 8             | 34       | Továbbjutott   |
| 11 | Gáspár Laci           | Black or White                   | Michael Jackson                    | 10              | 10             | 10           | 10            | 40       | Továbbjutott   |

### 3. adás (október 11.)
- Közös produkció: These Days (Take That)

| #  | Előadó                | Dal                                        | Eredeti előadó                          | Pontozás        | Pontozás       | Pontozás     | Pontozás      | Pontozás | Eredmény     |
| #  | Előadó                | Dal                                        | Eredeti előadó                          | Bereczki Zoltán | Liptai Claudia | Havas Henrik | Majoros Péter | Összesen | Eredmény     |
| -- | --------------------- | ------------------------------------------ | --------------------------------------- | --------------- | -------------- | ------------ | ------------- | -------- | ------------ |
| 1  | Rácz Gergő            | Lady Karneval                              | Karel Gott                              | 9               | 9              | 8            | 8             | 34       | Továbbjutott |
| 2  | Nyári Aliz Nyári Edit | All the Things She Said                    | Jelena Katyina (t.A.T.u) Julija Volkova | 9               | 8              | 7            | 8             | 32       | Kiestek      |
| 3  | Csonka András         | Megbántottak                               | Levy T. (Hip Hop Boyz)                  | 7               | 8              | 9            | 9             | 33       | Párbajozott  |
| 4  | Baby Gabi             | Nothing Compares 2 U                       | Sinéad O’Connor                         | 9               | 10             | 10           | 10            | 39       | Továbbjutott |
| 5  | Csobot Adél           | Starships                                  | Nicki Minaj                             | 8               | 8              | 8            | 8             | 32       | Továbbjutott |
| 6  | Peter Šrámek          | Állj meg kislány'                          | Csonka András                           | 8               | 8              | 8            | 8             | 32       | Továbbjutott |
| 7  | Gáspár Laci           | I Wanna Dance with Somebody (Who Loves Me) | Whitney Houston                         | 9               | 10             | 10           | 10            | 39       | Továbbjutott |
| 8  | Varga Győző           | I Just Called to Say I Love You            | Stevie Wonder                           | 7               | 8              | 9            | 7             | 31       | Továbbjutott |
| 9  | Wolf Kati             | Wake Me Up Before You Go Go                | George Michael (Wham!)                  | 8               | 9              | 9            | 8             | 34       | Továbbjutott |
| 10 | Tóth Gabi             | Raggamoffin                                | L.L. Junior                             | 10              | 10             | 10           | 10            | 40       | Továbbjutott |

### 4. adás (október 18.)
- Közös produkció: Don’t Worry (Madcon feat. Ray Dalton)

| # | Előadó        | Dal                             | Eredeti előadó             | Pontozás        | Pontozás       | Pontozás     | Pontozás      | Pontozás | Eredmény     |
| # | Előadó        | Dal                             | Eredeti előadó             | Bereczki Zoltán | Liptai Claudia | Havas Henrik | Majoros Péter | Összesen | Eredmény     |
| - | ------------- | ------------------------------- | -------------------------- | --------------- | -------------- | ------------ | ------------- | -------- | ------------ |
| 1 | Varga Győző   | Scatman (Ski-Ba-Bop-Ba-Dop-Bop) | Scatman John               | 9               | 9              | 9            | 9             | 36       | Továbbjutott |
| 2 | Wolf Kati     | The Edge of Glory               | Lady Gaga                  | 10              | 10             | 10           | 10            | 40       | Továbbjutott |
| 3 | Csobot Adél   | Mama                            | Mary Zsuzsi                | 10              | 10             | 10           | 10            | 40       | Továbbjutott |
| 4 | Baby Gabi     | Rolling in the Deep             | Adele                      | 9               | 9              | 9            | 9             | 36       | Párbajozott  |
| 5 | Peter Šrámek  | Karma Chameleon                 | Boy George (Culture Club)  | 10              | 10             | 10           | 10            | 40       | Továbbjutott |
| 6 | Csonka András | Most múlik pontosan             | Kiss Tibi (Quimby)         | 10              | 10             | 10           | 10            | 40       | Kiesett      |
| 7 | Gáspár Laci   | Something Got Me Started        | Mick Hucknall (Simply Red) | 10              | 9              | 8            | 10            | 37       | Továbbjutott |
| 8 | Rácz Gergő    | Kerek egész                     | Bereczki Zoltán            | 10              | 10             | 9            | 9             | 38       | Továbbjutott |
| 9 | Tóth Gabi     | Nem leszek a játékszered        | Kovács Kati                | 10              | 10             | 10           | 10            | 40       | Továbbjutott |

### 5. adás (október 25.)
- Közös produkció: Up (Olly Murs feat. Demi Lovato)

| # | Előadó       | Dal                    | Eredeti előadó                   | Pontozás        | Pontozás       | Pontozás     | Pontozás      | Pontozás | Eredmény     |
| # | Előadó       | Dal                    | Eredeti előadó                   | Bereczki Zoltán | Liptai Claudia | Havas Henrik | Majoros Péter | Összesen | Eredmény     |
| - | ------------ | ---------------------- | -------------------------------- | --------------- | -------------- | ------------ | ------------- | -------- | ------------ |
| 1 | Baby Gabi    | Kozmix a házban        | Lányi Lala (Kozmix)              | 8               | 8              | 8            | 8             | 32       | Kiesett      |
| 2 | Varga Győző  | Living in America      | James Brown                      | 8               | 9              | 8            | 8             | 33       | Továbbjutott |
| 3 | Peter Šrámek | Afrika                 | Laár András (KFT)                | 10              | 9              | 9            | 9             | 37       | Továbbjutott |
| 4 | Wolf Kati    | Chandelier             | Sia                              | 10              | 10             | 10           | 10            | 40       | Továbbjutott |
| 5 | Gáspár Laci  | Men in Black           | Will Smith                       | 10              | 10             | 9            | 9             | 38       | Továbbjutott |
| 6 | Rácz Gergő   | A szex vajon mi?       | Pain                             | 10              | 10             | 10           | 9             | 39       | Továbbjutott |
| 7 | Tóth Gabi    | Ha az életben          | Lovasi András (Kispál és a Borz) | 9               | 9              | 9            | 8             | 35       | Továbbjutott |
| 8 | Csobot Adél  | Maradnék / Kép maradsz | SP                               | 9               | 8              | 8            | 7             | 32       | Párbajozott  |

### 6. adás (november 1.)
A hatodik adásban a versenyzők egy szólóprodukcióval és egy versenytársaikkal közös produkcióval léptek színpadra. A közös produkciók során kapott pontszámot a versenyzők egyenként is megkapták.
- Közös produkció: Easy as One Two Three (Irie Maffia)

| #                | Előadó                                                   | Dal                 | Eredeti előadó                                                            | Pontozás        | Pontozás       | Pontozás     | Pontozás      | Pontozás | Eredmény     |
| #                | Előadó                                                   | Dal                 | Eredeti előadó                                                            | Bereczki Zoltán | Liptai Claudia | Havas Henrik | Majoros Péter | Összesen | Eredmény     |
| ---------------- | -------------------------------------------------------- | ------------------- | ------------------------------------------------------------------------- | --------------- | -------------- | ------------ | ------------- | -------- | ------------ |
| 1                | Wolf Kati                                                | Kiss                | Prince                                                                    | 7               | 9              | 8            | 8             | 32       | Párbajozott  |
| 2                | Csobot Adél                                              | Mein Herr           | Liza Minnelli                                                             | 9               | 8              | 9            | 8             | 34       | Továbbjutott |
| 3                | Varga Győző                                              | Áj láv jú           | Geszti Péter (Rapülők)                                                    | 7               | 8              | 8            | 7             | 30       | Kiesett      |
| 4                | Peter Šrámek                                             | GoldenEye           | Tina Turner                                                               | 9               | 9              | 9            | 8             | 35       | Továbbjutott |
| 5                | Gáspár Laci                                              | Strong Enough       | Cher                                                                      | 10              | 10             | 10           | 10            | 40       | Továbbjutott |
| 6                | Rácz Gergő                                               | Şımarık             | Tarkan                                                                    | 10              | 9              | 10           | 9             | 38       | Továbbjutott |
| 7                | Tóth Gabi                                                | Egy elfelejtett dal | Cserháti Zsuzsa                                                           | 10              | 10             | 10           | 9             | 39       | Továbbjutott |
| Közös produkciók |                                                          |                     |                                                                           |                 |                |              |               |          |              |
| 8                | Rácz Gergő Varga Győző                                   | Go West             | Neil Tennant (Pet Shop Boys) Chris Lowe                                   | 9               | 9              | 9            | 8             | 35       |              |
| 9                | Tóth Gabi Wolf Kati Csobot Adél Gáspár Laci Peter Šrámek | Wannabe             | Geri Halliwell Melanie C Victoria Beckham (Spice Girls) Mel B Emma Bunton | 10              | 10             | 10           | 10            | 40       |              |

### 7. adás (november 8.)
A hetedik adásban a versenyzők egy szólóprodukcióval és egy duettprodukcióval léptek színpadra. A duettek során kapott pontszámot a versenyzők egyenként is megkapták.
- Közös produkció: Stronger (Clean Bandit)

| #               | Előadó                 | Dal                     | Eredeti előadó                         | Pontozás        | Pontozás       | Pontozás     | Pontozás      | Pontozás | Eredmény     |
| #               | Előadó                 | Dal                     | Eredeti előadó                         | Bereczki Zoltán | Liptai Claudia | Havas Henrik | Majoros Péter | Összesen | Eredmény     |
| --------------- | ---------------------- | ----------------------- | -------------------------------------- | --------------- | -------------- | ------------ | ------------- | -------- | ------------ |
| 1               | Rácz Gergő             | Never Gonna Give You Up | Rick Astley                            | 7               | 8              | 8            | 8             | 31       | Kiesett      |
| 2               | Tóth Gabi              | Nem kell valaki másé    | Tóth Vera                              | 8               | 9              | 10           | 10            | 37       | Továbbjutott |
| 3               | Peter Šrámek           | Kell egy ház            | László M. Miksa (Ladánybene 27)        | 10              | 10             | 10           | 9             | 39       | Továbbjutott |
| 4               | Wolf Kati              | Valahol egy lány        | Koncz Zsuzsa                           | 10              | 9              | 9            | 9             | 37       | Párbajozott  |
| 5               | Csobot Adél            | Shake It Off            | Taylor Swift                           | 9               | 9              | 9            | 8             | 35       | Továbbjutott |
| 6               | Gáspár Laci            | Egy darabot a szívemből | Máté Péter                             | 9               | 10             | 10           | 10            | 39       | Továbbjutott |
| Duettprodukciók |                        |                         |                                        |                 |                |              |               |          |              |
| 7               | Wolf Kati Peter Šrámek | How Do You Do!          | Marie Fredriksson (Roxette) Per Gessle | 9               | 9              | 9            | 8             | 35       |              |
| 8               | Csobot Adél Rácz Gergő | Coco Jamboo             | T-Seven (Mr. President) Lazy Dee       | 9               | 9              | 9            | 8             | 35       |              |
| 9               | Tóth Gabi Gáspár Laci  | Endless Love            | Diana Ross Lionel Richie               | 10              | 10             | 9            | 10            | 39       |              |

### 8. adás – elődöntő (november 15.)
A nyolcadik adásban a versenyzők két szólóprodukcióval léptek színpadra. Az egyik szólóprodukciót a producerek és a szerkesztők választották a műsor eredeti szabályai szerint. A másik megformálandó előadót és annak előadandó dalát – a műsor történetében először – a versenyzők maguk választhatták ki a show eddigi két évadja során megtestesített énekesek közül. A választásra a hetedik adás utáni háttérműsorban került sor.
- Közös produkció: Tiring Game (John Newman feat. Charlie Wilson)

| ✔ | – A versenyző által választott előadó és dal |

| #  | Előadó       | Dal                             | Eredeti előadó                          | Pontozás        | Pontozás       | Pontozás     | Pontozás      | Pontozás | Eredmény     |
| #  | Előadó       | Dal                             | Eredeti előadó                          | Bereczki Zoltán | Liptai Claudia | Havas Henrik | Majoros Péter | Összesen | Eredmény     |
| -- | ------------ | ------------------------------- | --------------------------------------- | --------------- | -------------- | ------------ | ------------- | -------- | ------------ |
| 1  | Csobot Adél  | Call Me Maybe                   | Carly Rae Jepsen                        | 9               | 8              | 10           | 8             | 35       | Párbajozott  |
| 6  | Csobot Adél  | Meghalok, hogyha rám nézel      | Dolly (Hungária) (✔)                    | 10              | 9              | 10           | 9             | 38       | Párbajozott  |
| 2  | Gáspár Laci  | Mindenki valakié                | Charlie (✔)                             | 10              | 10             | 9            | 9             | 38       | Továbbjutott |
| 7  | Gáspár Laci  | Hot Stuff                       | Donna Summer                            | 8               | 10             | 8            | 9             | 35       | Továbbjutott |
| 3  | Wolf Kati    | Love on Top                     | Beyoncé (✔)                             | 7               | 8              | 8            | 7             | 30       | Kiesett      |
| 10 | Wolf Kati    | My Heart Will Go On             | Céline Dion                             | 9               | 10             | 10           | 9             | 38       | Kiesett      |
| 4  | Tóth Gabi    | Európa                          | Varga Miklós                            | 10              | 10             | 10           | 10            | 40       | Továbbjutott |
| 8  | Tóth Gabi    | Vogue                           | Madonna (✔)                             | 9               | 10             | 10           | 10            | 39       | Továbbjutott |
| 5  | Peter Šrámek | Nézz le rám, ó Istenem!         | Zámbó Jimmy (✔)                         | 10              | 9              | 9            | 9             | 37       | Továbbjutott |
| 9  | Peter Šrámek | Hajolj bele a hajamba (Labamba) | Péterfy Bori (Péterfy Bori & Love Band) | 10              | 10             | 10           | 10            | 40       | Továbbjutott |

### 9. adás – döntő: I. forduló (november 22.)
A kilencedik adásban a versenyzők egy szólóprodukcióval és a Sztárban sztár korábbi szériáinak egy-egy versenyzőjével alkotott duettel léptek színpadra. Az adás végén csak részeredményt hirdettek.
- Közös produkció: Really Don’t Care (Demi Lovato feat. Cher Lloyd)

| # | Előadó       | Dal                                                 | Eredeti előadó(k)                   | Eredmény           |
| - | ------------ | --------------------------------------------------- | ----------------------------------- | ------------------ |
| 1 | Csobot Adél  | Hajmási Péter, Hajmási Pál                          | Oszvald Marika                      | 4. helyezett (17%) |
| 6 | Csobot Adél  | Ha lemegy a Nap (duett Pásztor Annával)             | Orsi és Ganxsta Zolee               | 4. helyezett (17%) |
| 2 | Tóth Gabi    | Can’t Remember to Forget You (duett Szandival)      | Rihanna feat. Shakira               | 3. helyezett (20%) |
| 5 | Tóth Gabi    | Gyulafirátót                                        | Sub Bass Monster                    | 3. helyezett (20%) |
| 3 | Gáspár Laci  | Hogyan tudnék élni nélküled                         | Demjén Ferenc                       | 1. helyezett (33%) |
| 8 | Gáspár Laci  | You’re the One That I Want (duett Kökény Attilával) | Olivia Newton-John és John Travolta | 1. helyezett (33%) |
| 4 | Peter Šrámek | Zenevonat (duett Pál Dénessel)                      | Presser Gábor és Somló Tamás (LGT)  | 2. helyezett (30%) |
| 7 | Peter Šrámek | Mambo No. 5 (A Little Bit of…)                      | Lou Bega                            | 2. helyezett (30%) |

### 10. adás – döntő: II. forduló (november 29.)
A tizedik adásban a versenyzők egy szólóprodukcióval és egy vendégénekessel alkotott duettel léptek színpadra.
- Közös produkció

| Előadók | Dal              | Eredeti előadók |
| --- | ---------------- | --- |
| Baby Gabi Bebe Csobot Adél Csonka András Gáspár Laci Janza Kata Nyári Aliz Nyári Edit Peter Šrámek Rácz Gergő Tóth Gabi Varga Győző Wolf Kati | We Are the World | Kim Carnes Huey Lewis Michael Jackson Kenny Rogers Stevie Wonder Tina Turner La Toya Jackson (USA for Africa) Bette Midler Lionel Richie James Ingram Cyndi Lauper Bob Dylan Diana Ross |

| # | Előadó       | Dal                                                     | Eredeti előadó(k)                       | Eredmény     |
| - | ------------ | ------------------------------------------------------- | --------------------------------------- | ------------ |
| 1 | Tóth Gabi    | A nézését meg a járását                                 | Kis Grófo                               | 3. helyezett |
| 8 | Tóth Gabi    | Amíg csak élek (duett Kasza Tiborral és Kasza Gáborral) | Lajtai Kati (Crystal)                   | 3. helyezett |
| 2 | Csobot Adél  | Féltelek (duett Szolnoki Péterrel)                      | Auth Csilla                             | 4. helyezett |
| 5 | Csobot Adél  | Love You Like a Love Song                               | Selena Gomez (Selena Gomez & the Scene) | 4. helyezett |
| 3 | Gáspár Laci  | Holding Out for a Hero                                  | Bonnie Tyler                            | 1. helyezett |
| 6 | Gáspár Laci  | Belehalok (duett Curtisszel)                            | Majka                                   | 1. helyezett |
| 4 | Peter Šrámek | Maradjatok gyerekek (duett Ecküvel)                     | Horváth Boldizsár (Kelemen Kabátban)    | 2. helyezett |
| 7 | Peter Šrámek | Sohase mondd                                            | Hernádi Judit                           | 2. helyezett |

- Extra produkció: a Sztárban sztár tánckarának előadása

A nézői szavazatok alapján a harmadik évadot Gáspár Laci nyerte, így övé lett a 2015-ös „Magyarország legsokoldalúbb előadóművésze” cím. Az egymillió forintos nyereményösszeget az Együtt a Daganatos Gyermekekért Alapítvány javára ajánlotta fel.

## Az adásokban megidézett sztárok

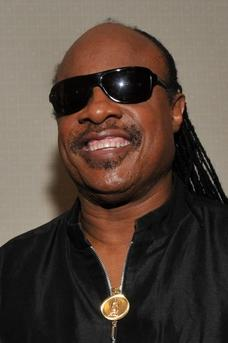
Stevie Wonder
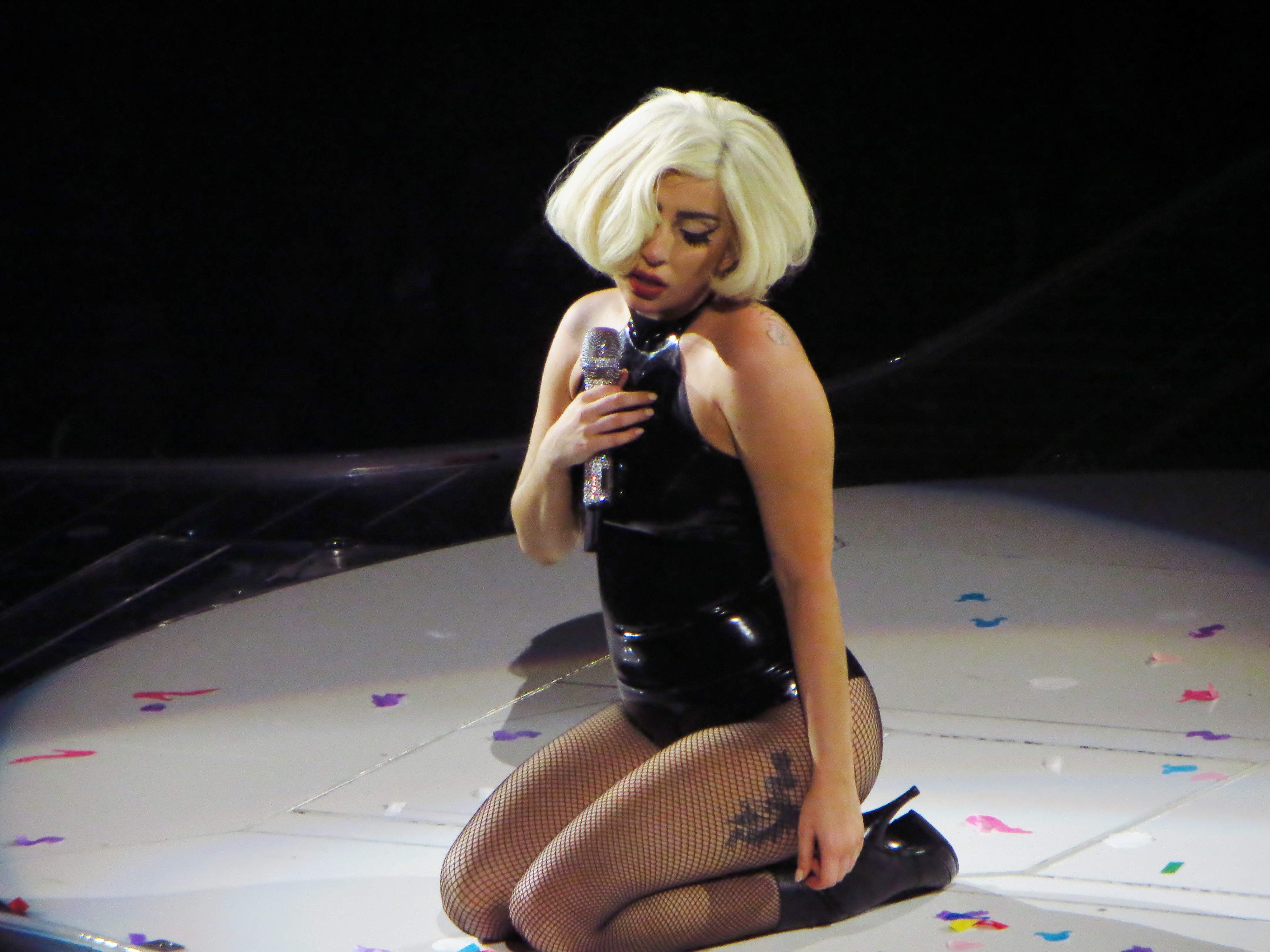
Lady Gaga
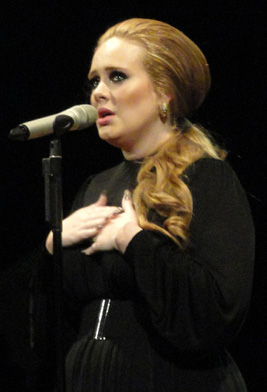
Adele
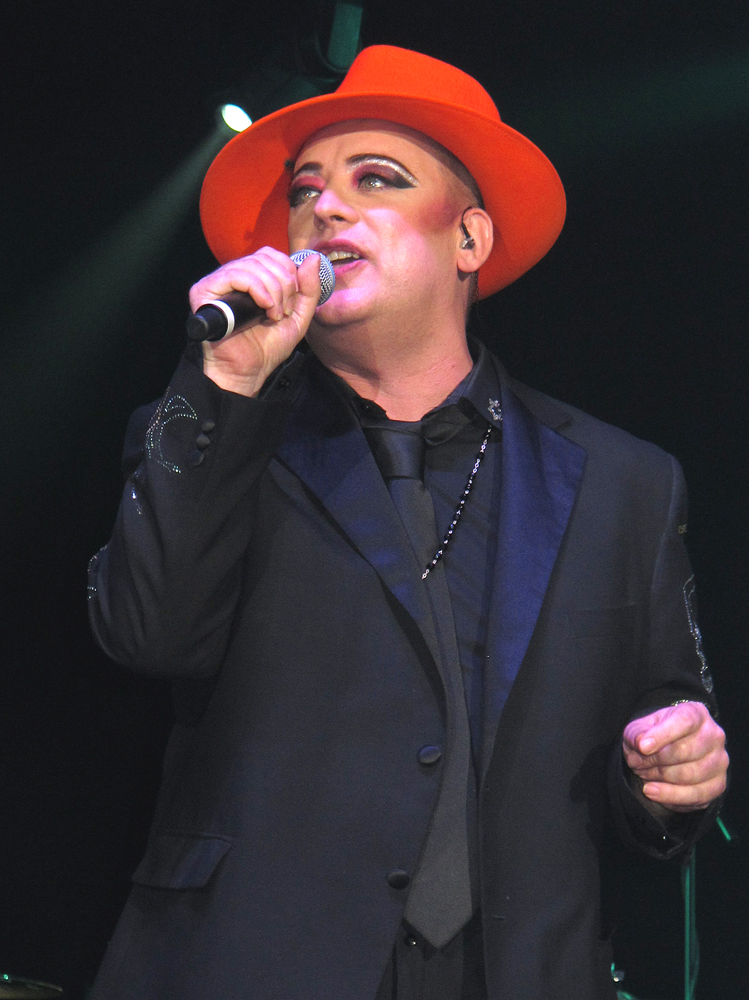
Boy George

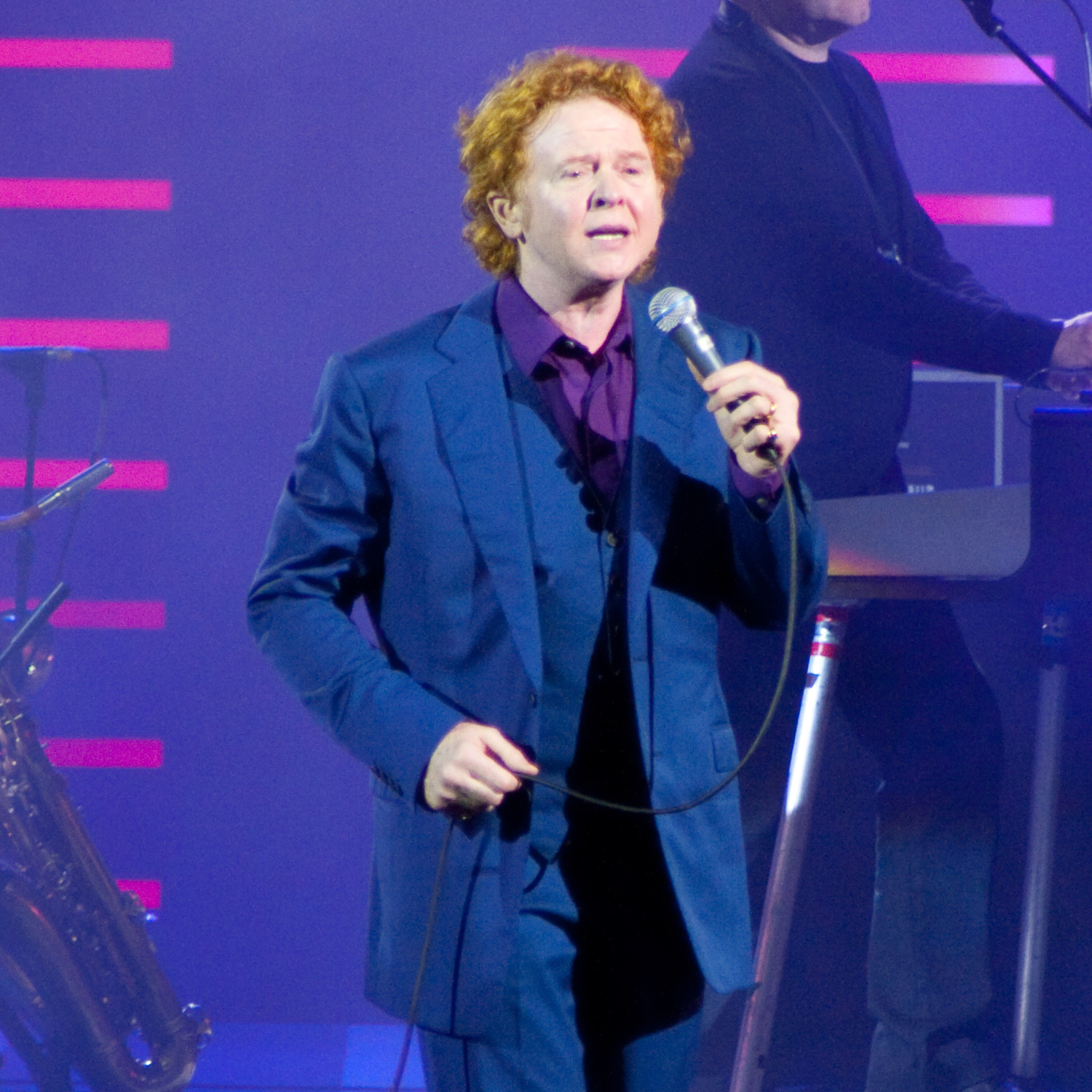
Mick Hucknall
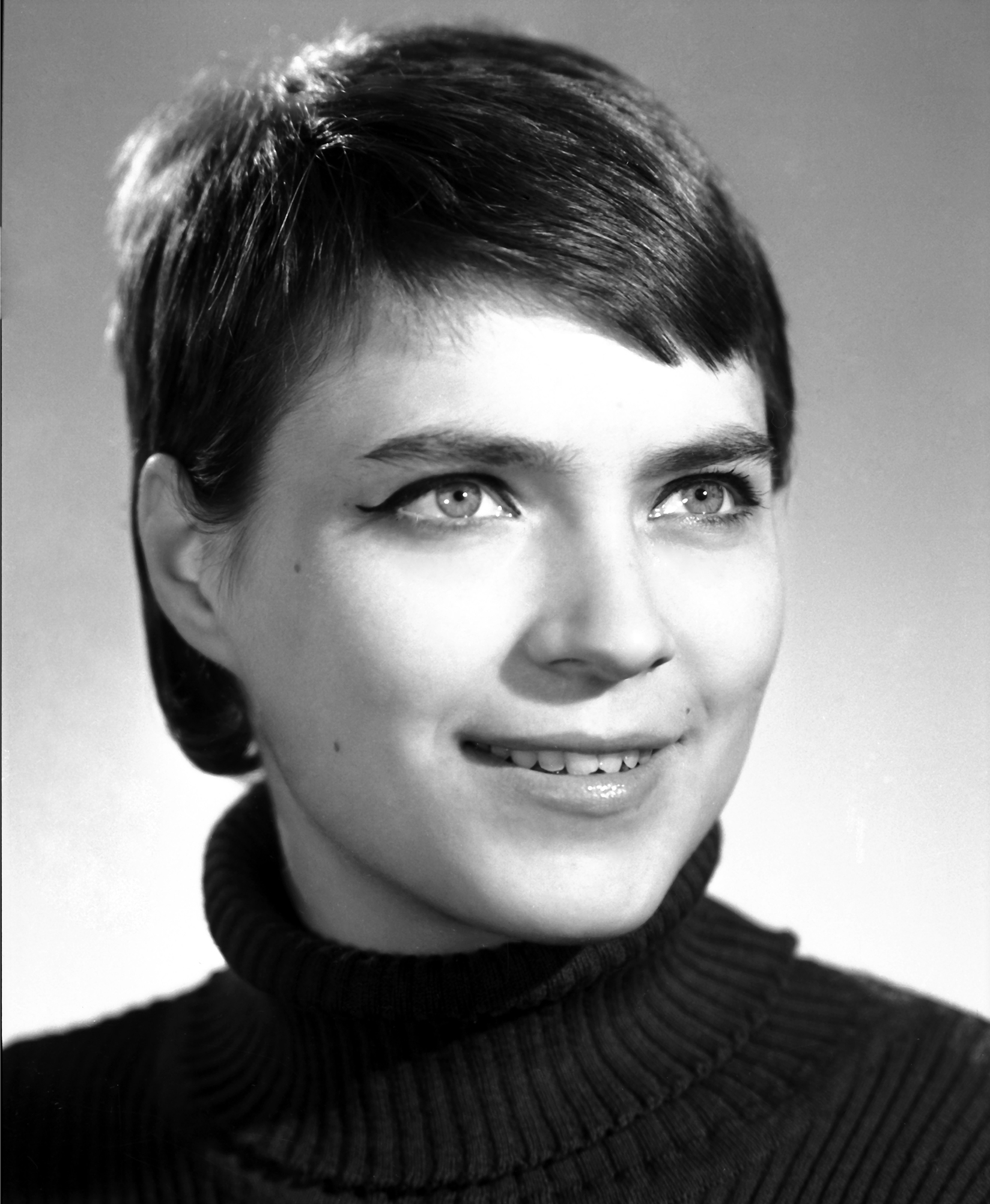
Kovács Kati
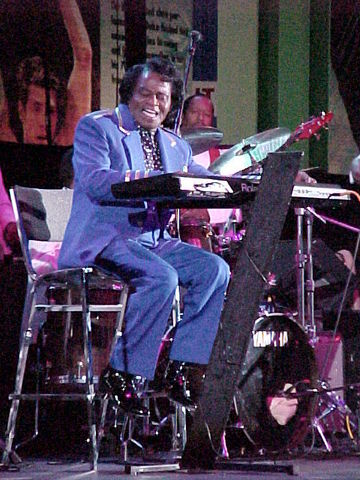
James Brown
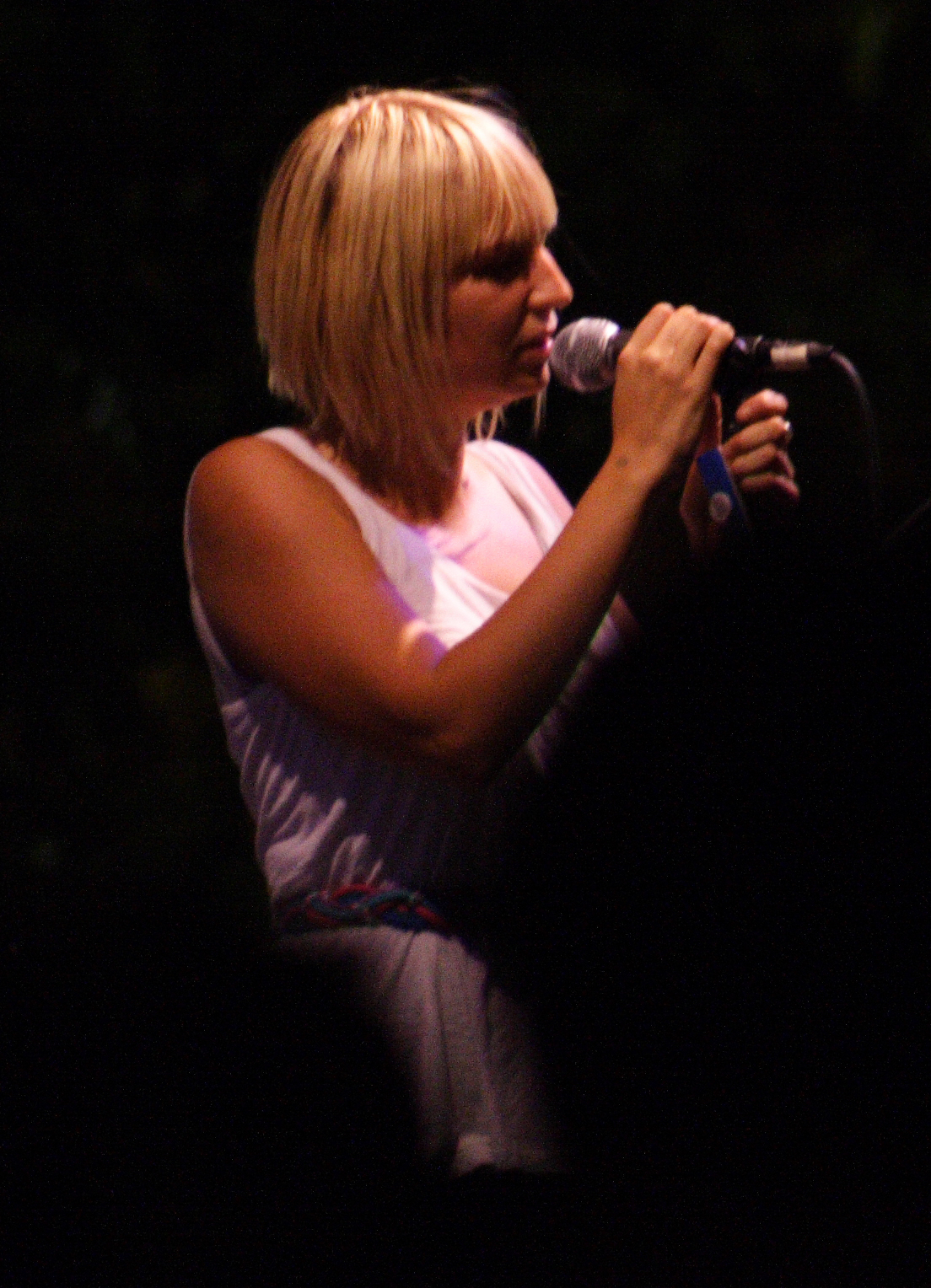
Sia
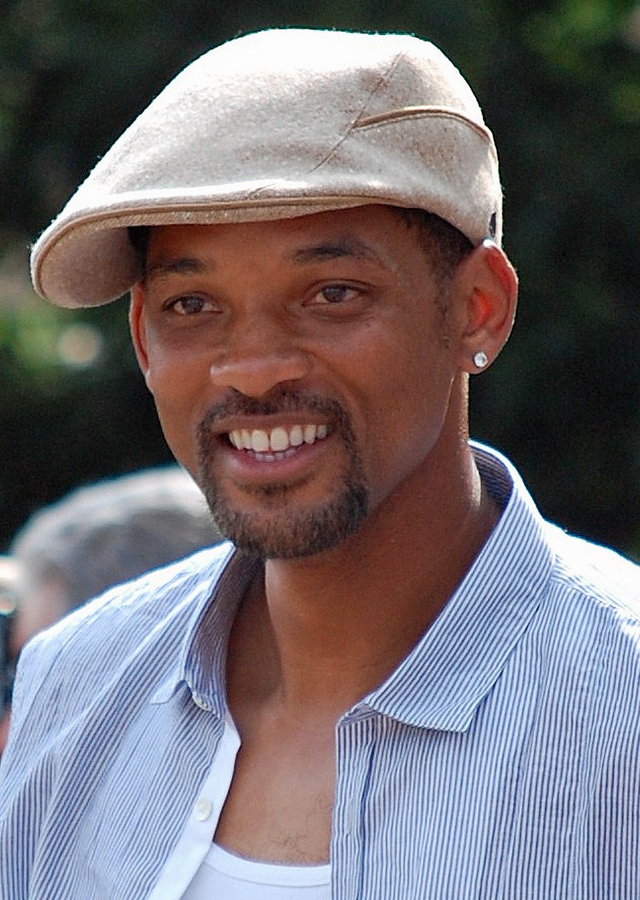
Will Smith

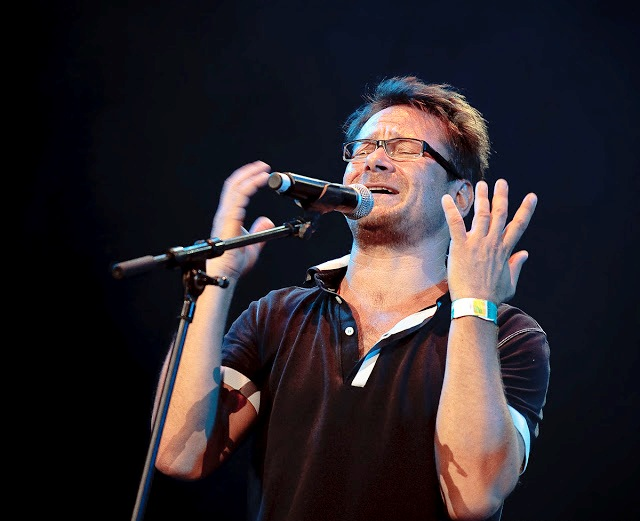
Lovasi András
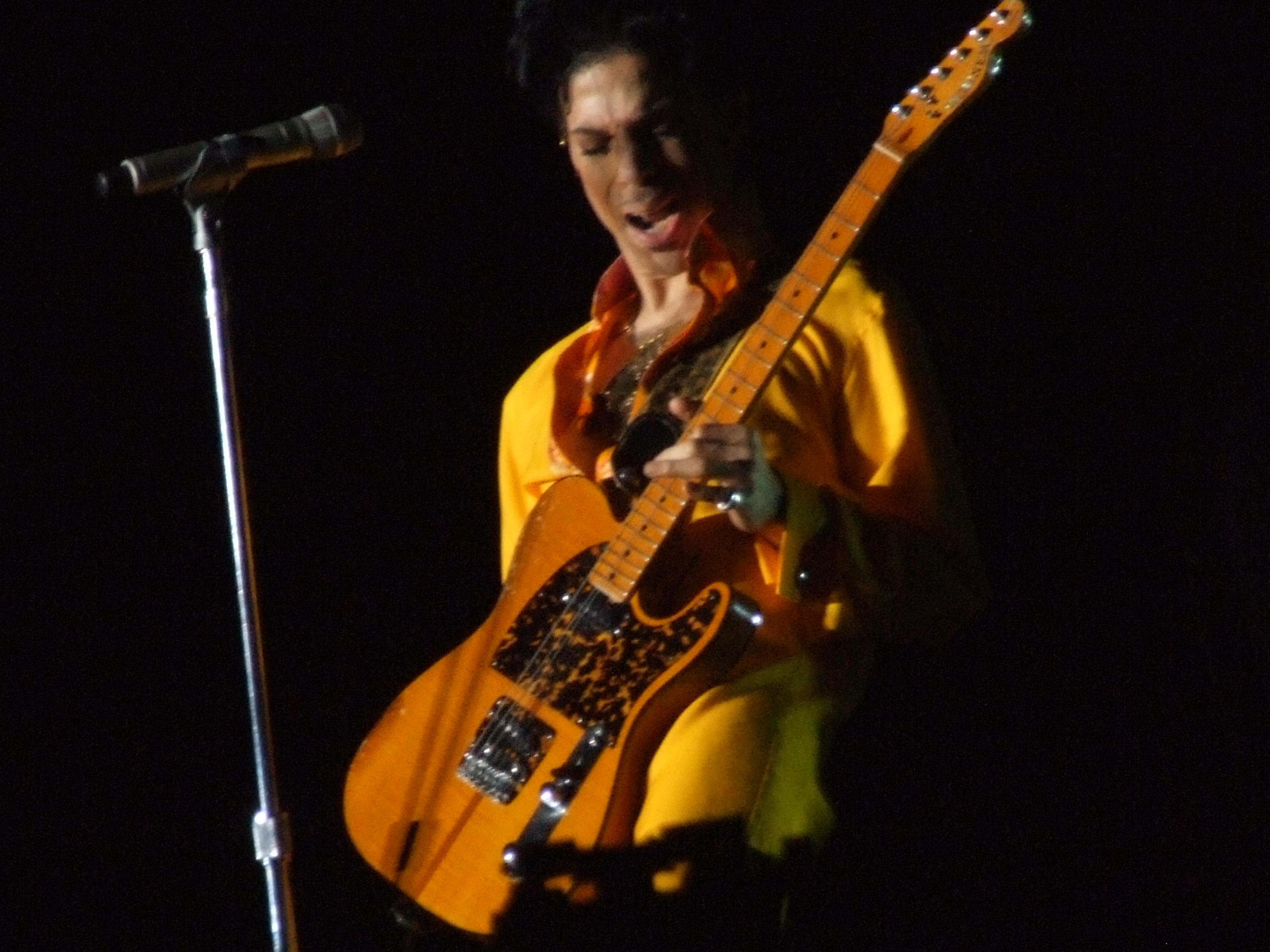
Prince
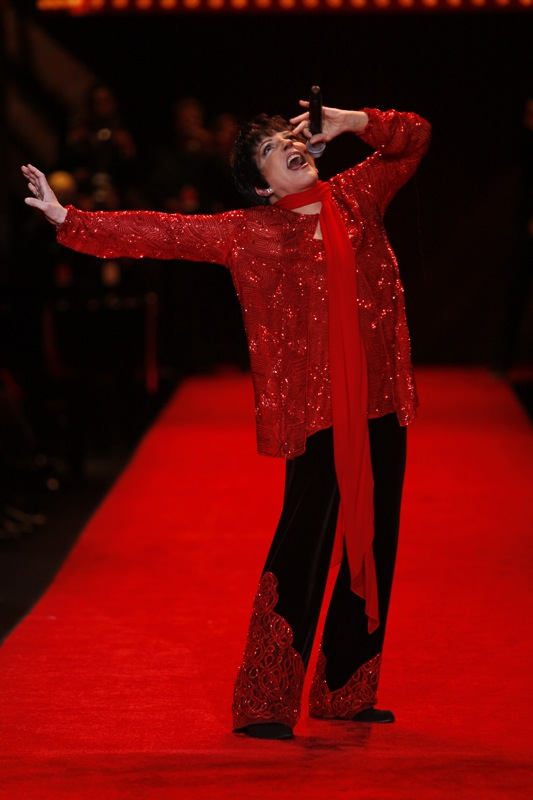
Liza Minnelli
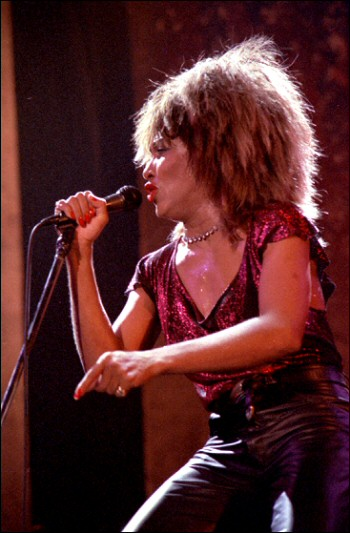
Tina Turner
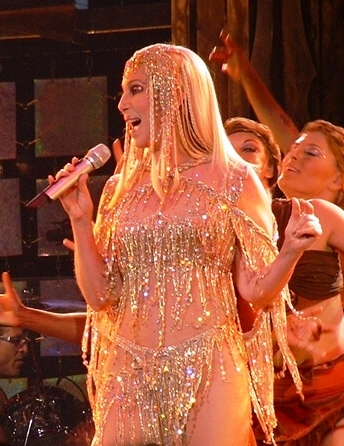
Cher

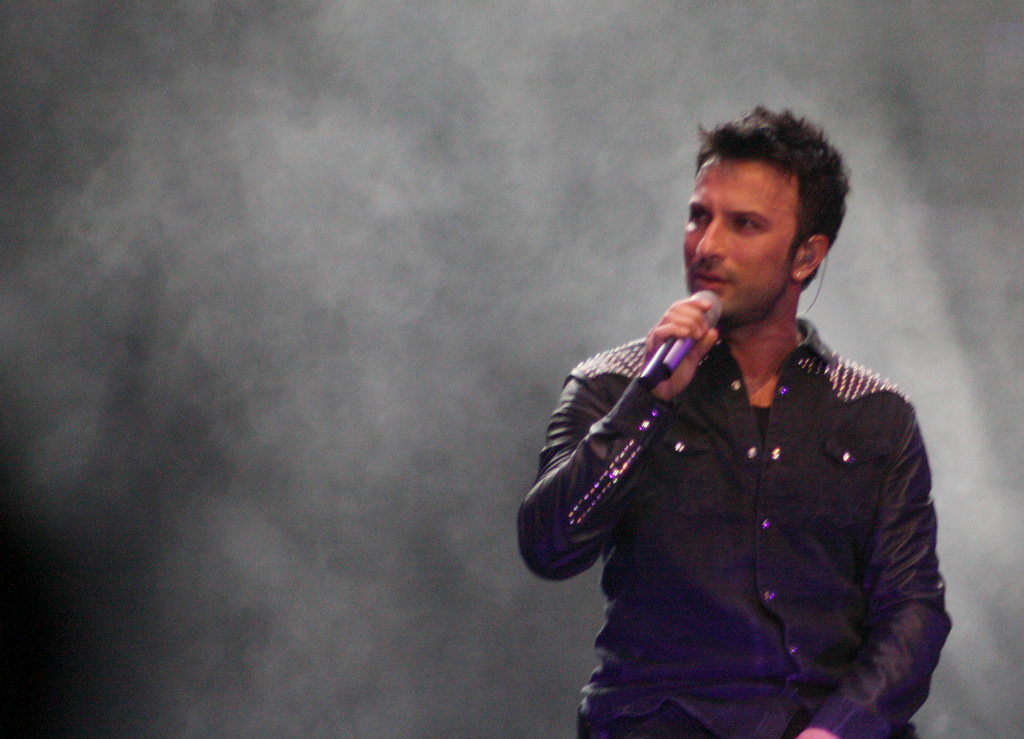
Tarkan
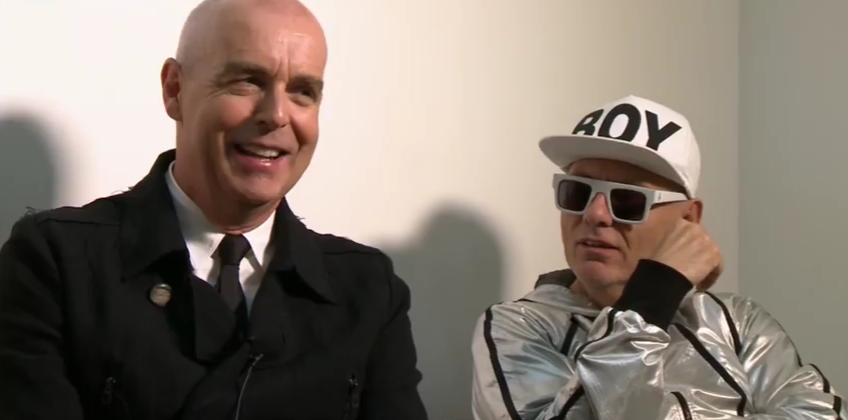
Pet Shop Boys
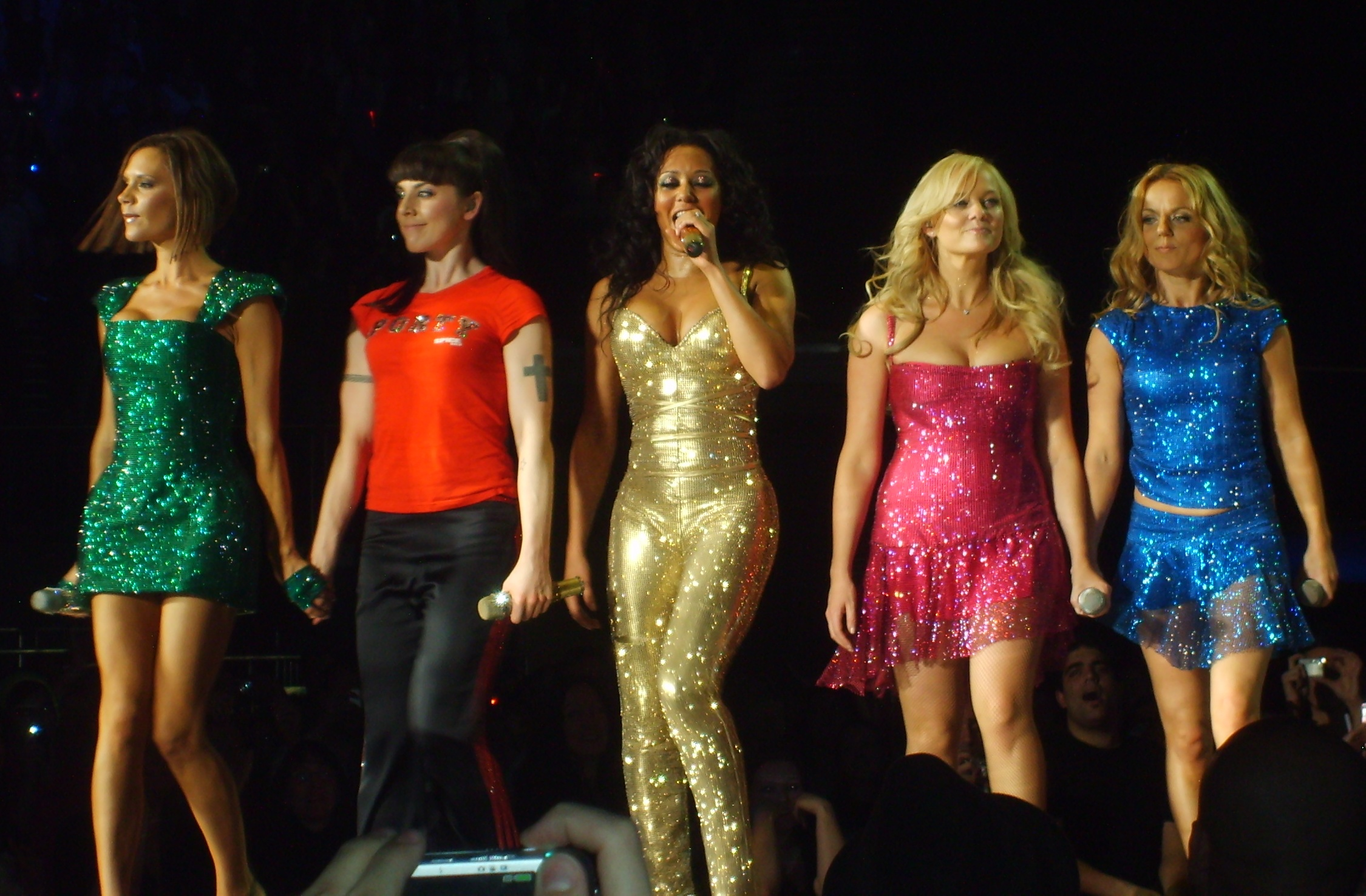
Spice Girls
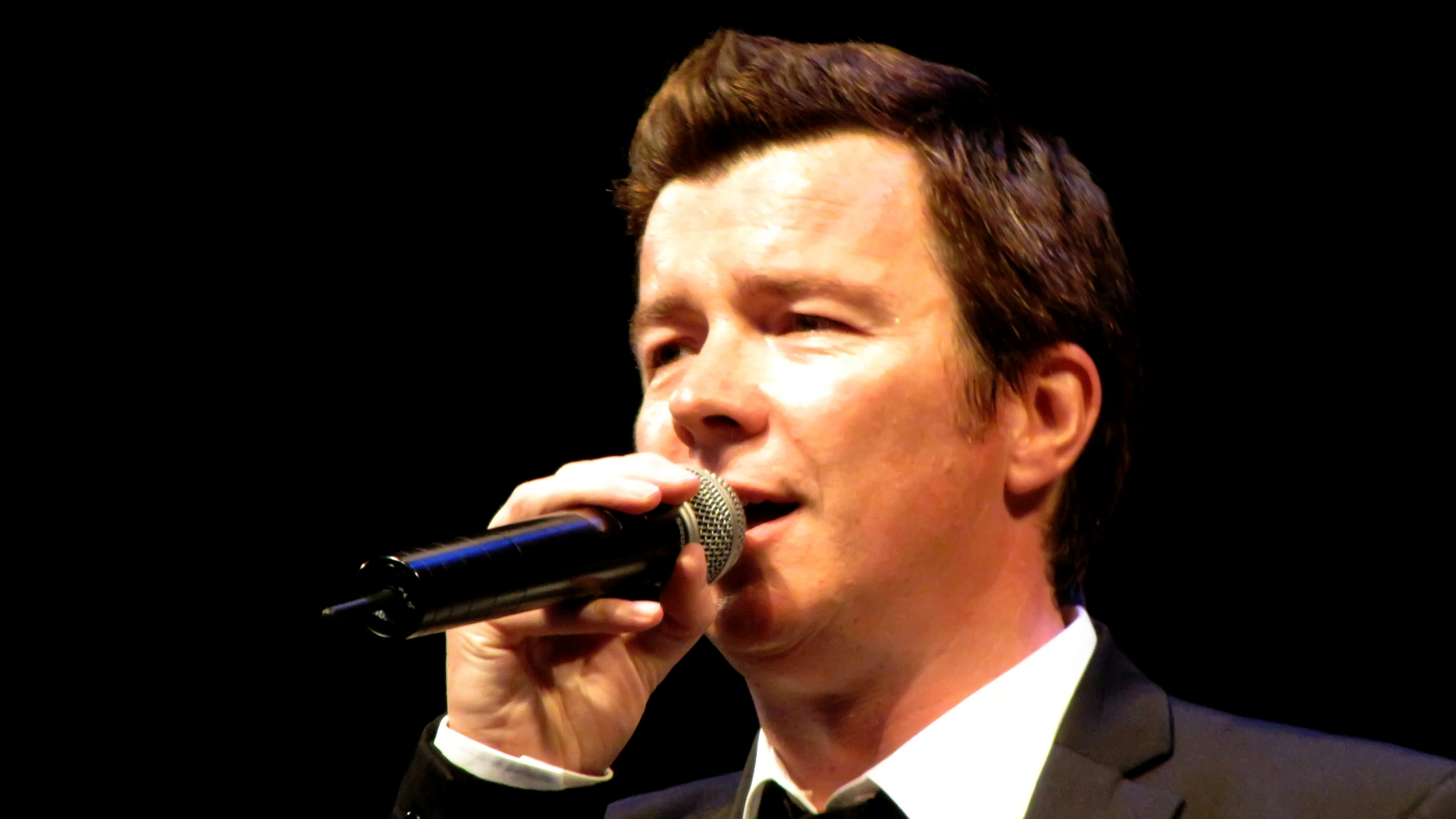
Rick Astley
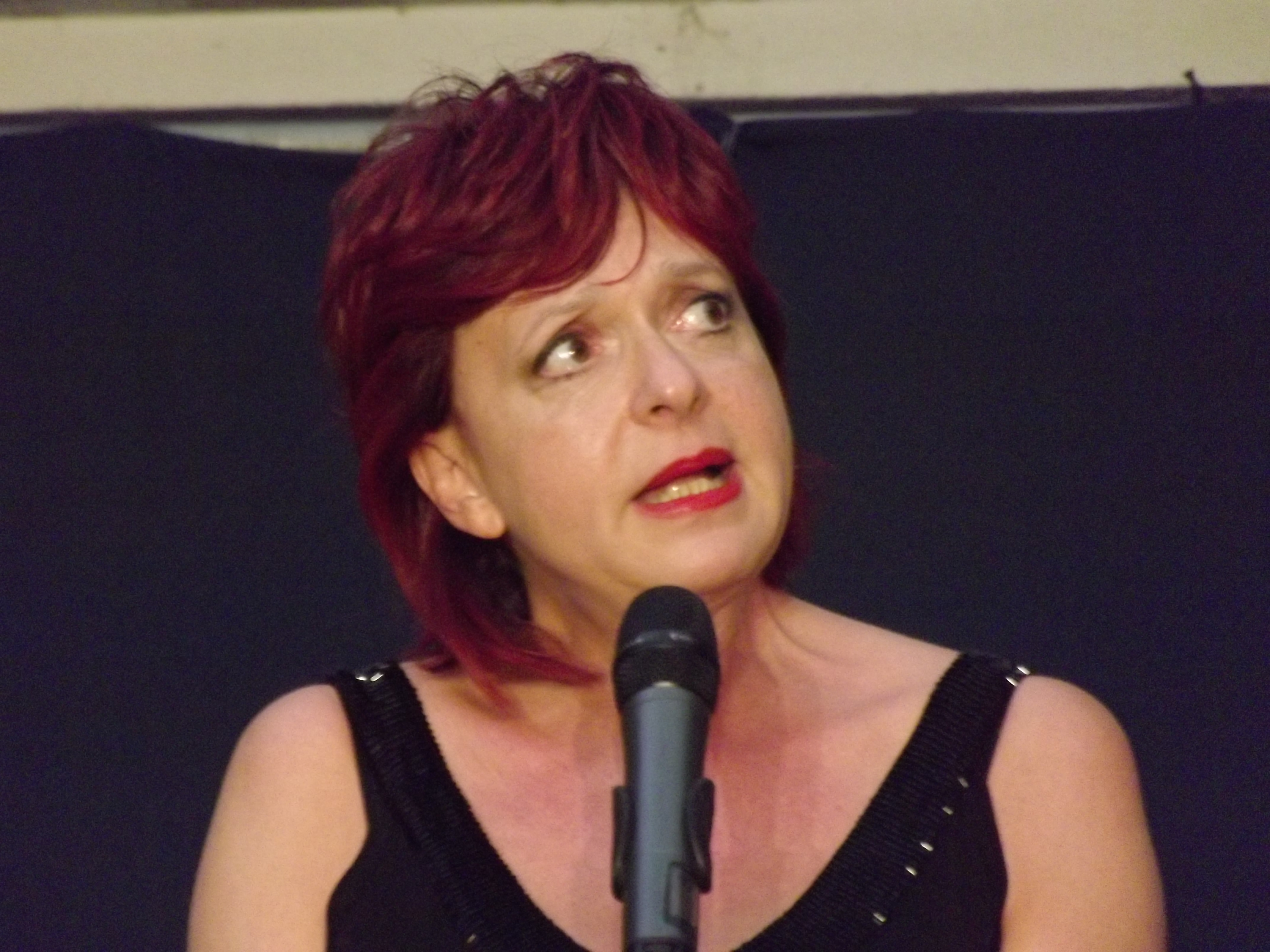
Hernádi Judit

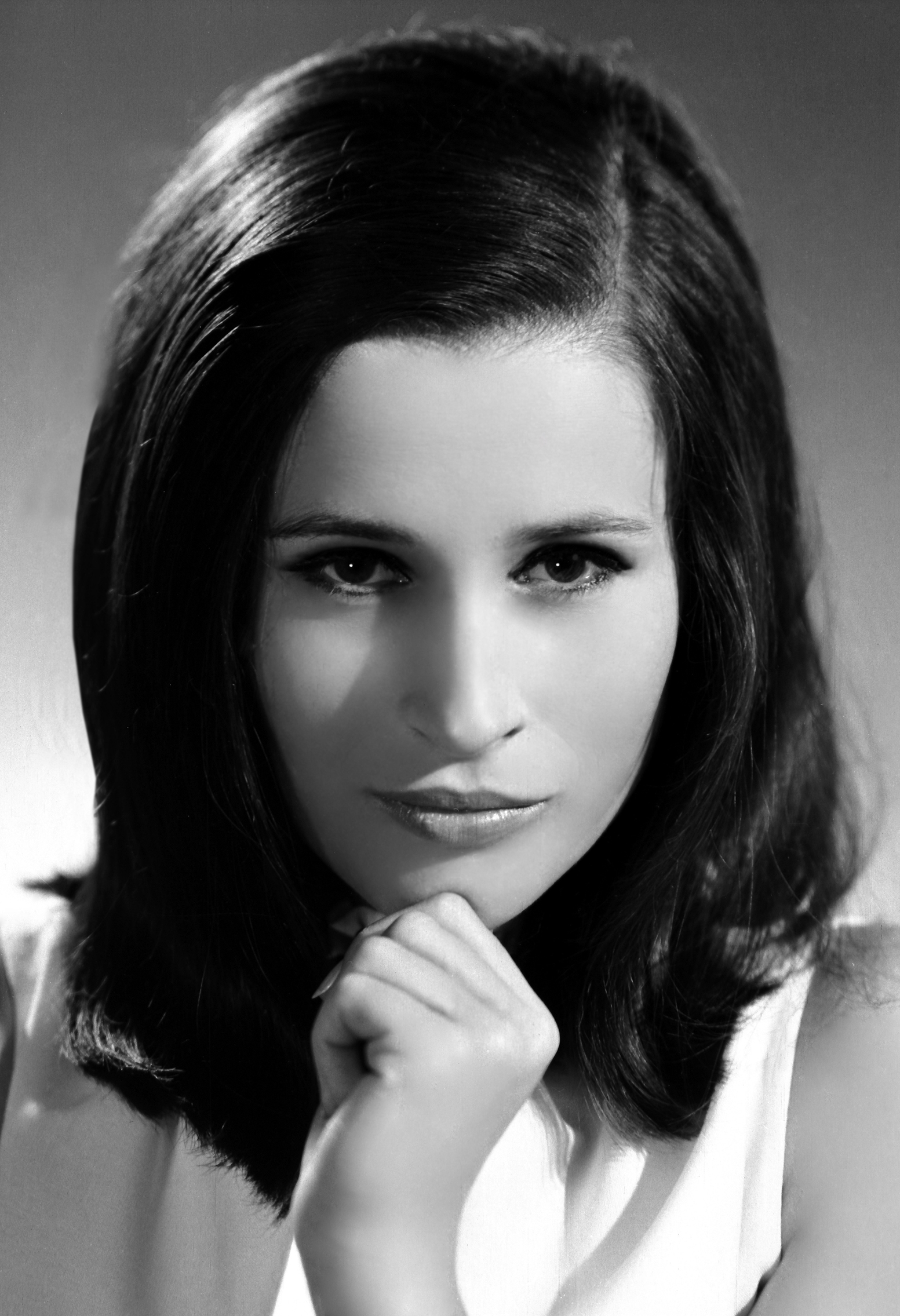
Koncz Zsuzsa
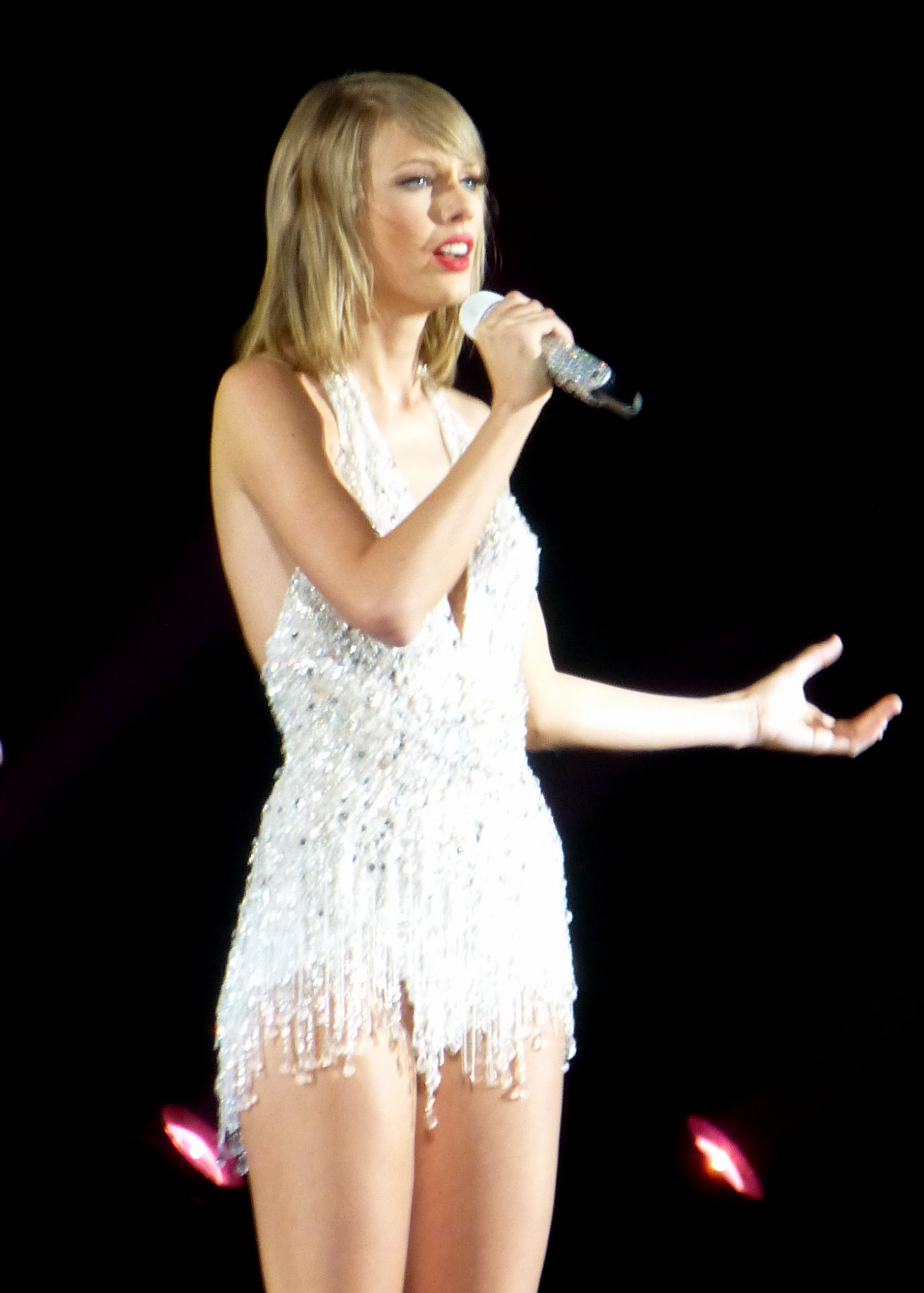
Taylor Swift
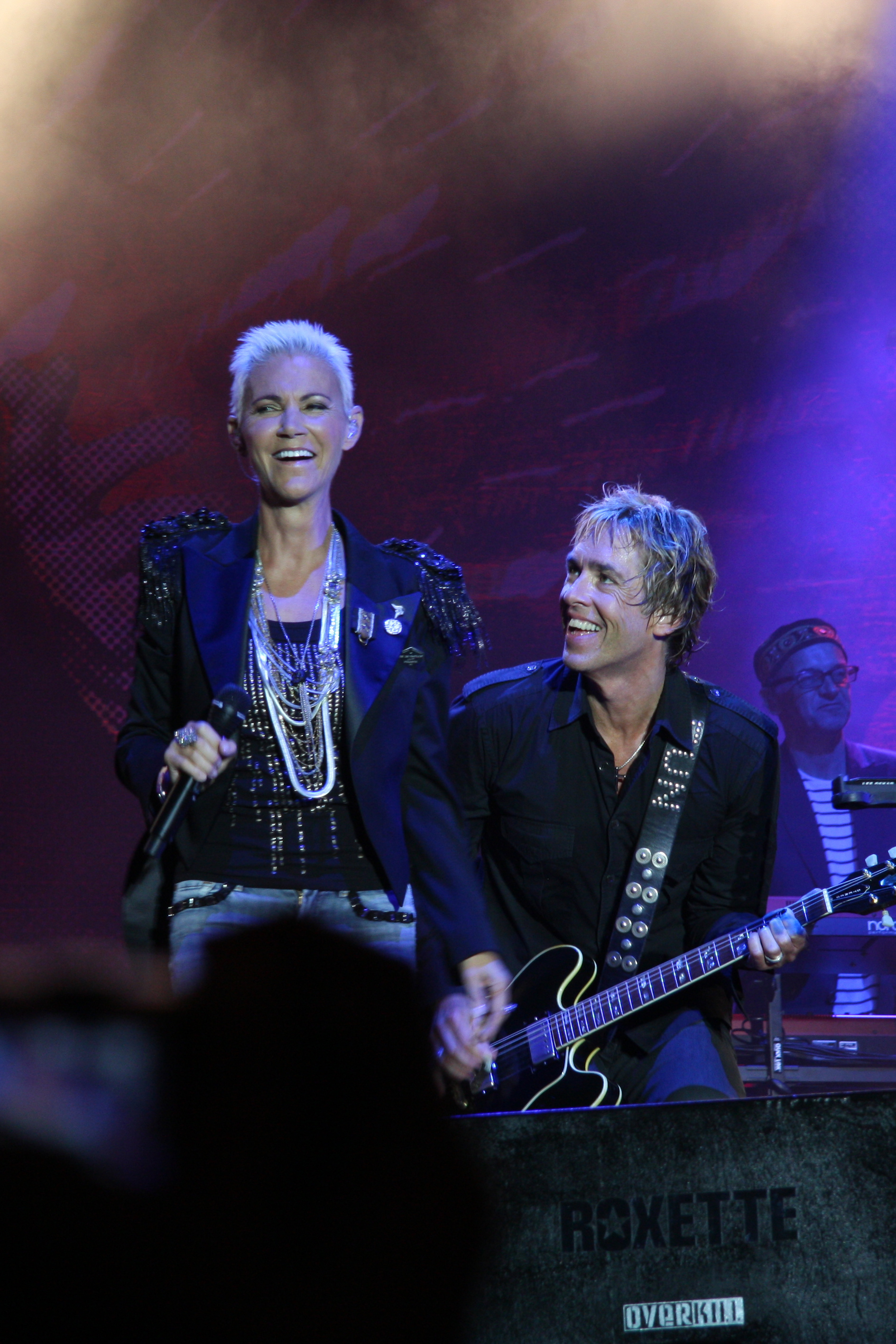
Roxette
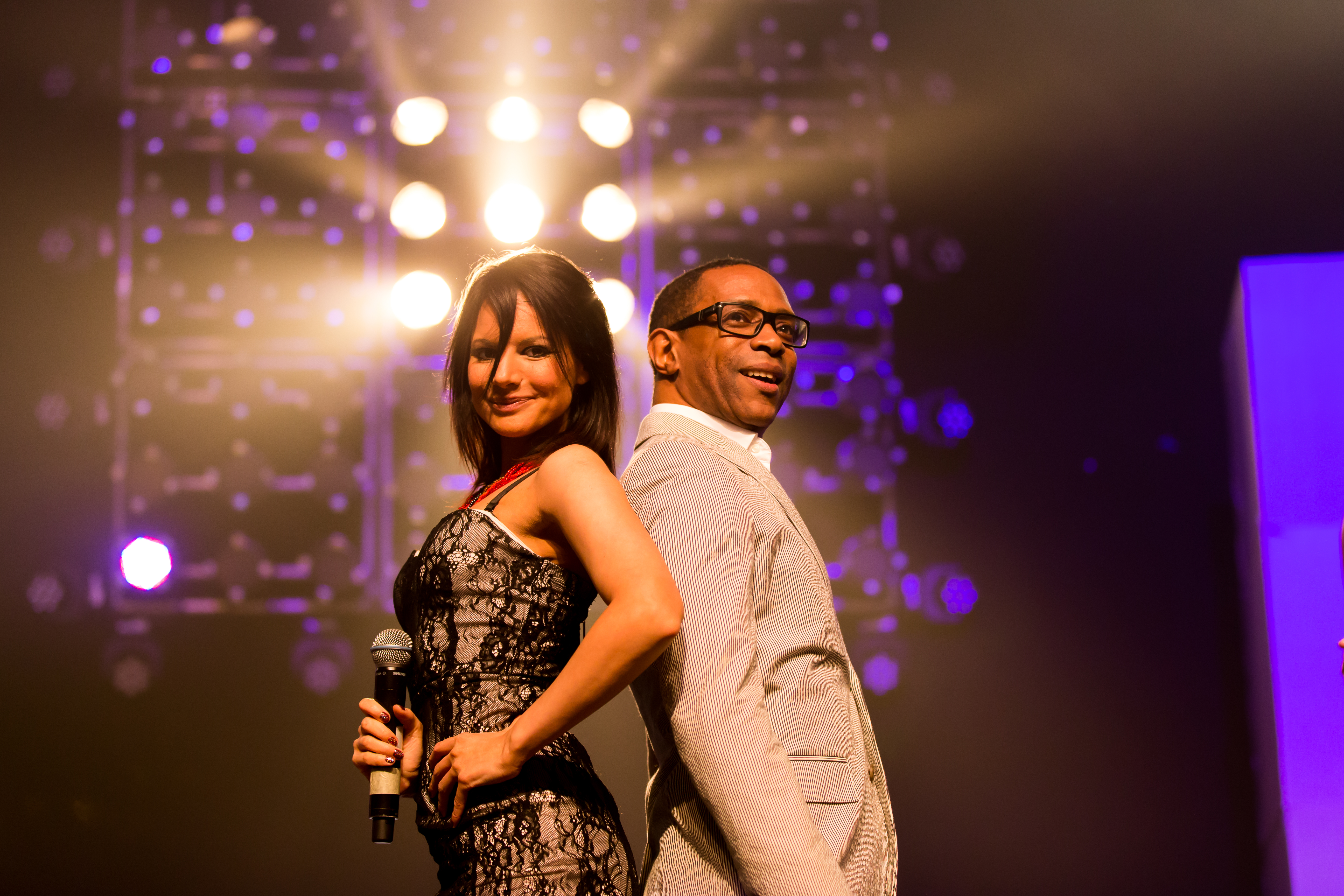
Mr. President
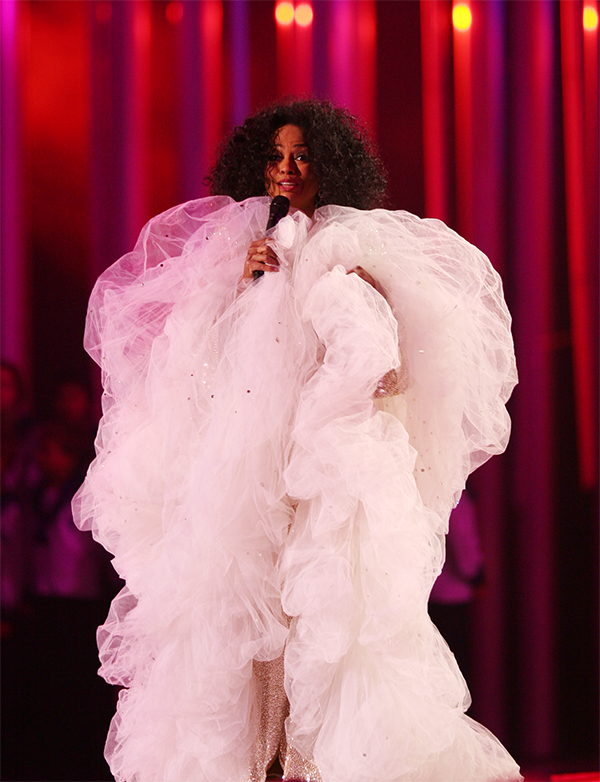
Diana Ross

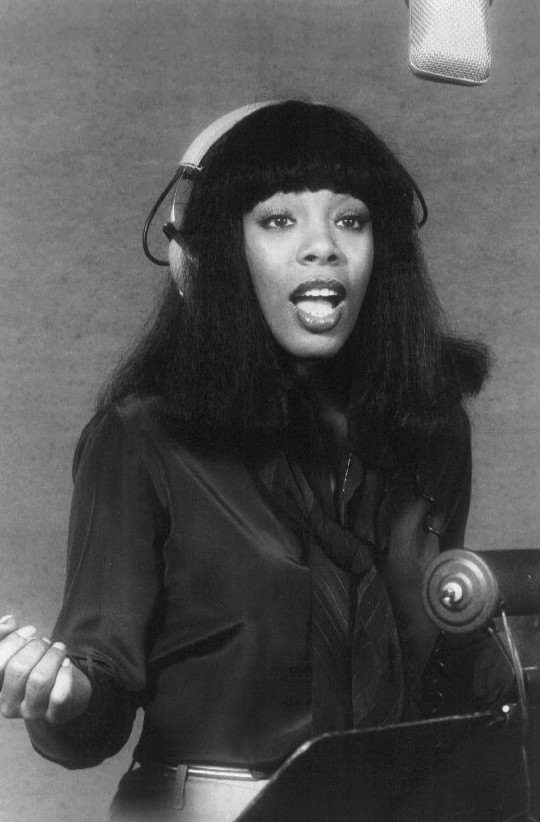
Donna Summer
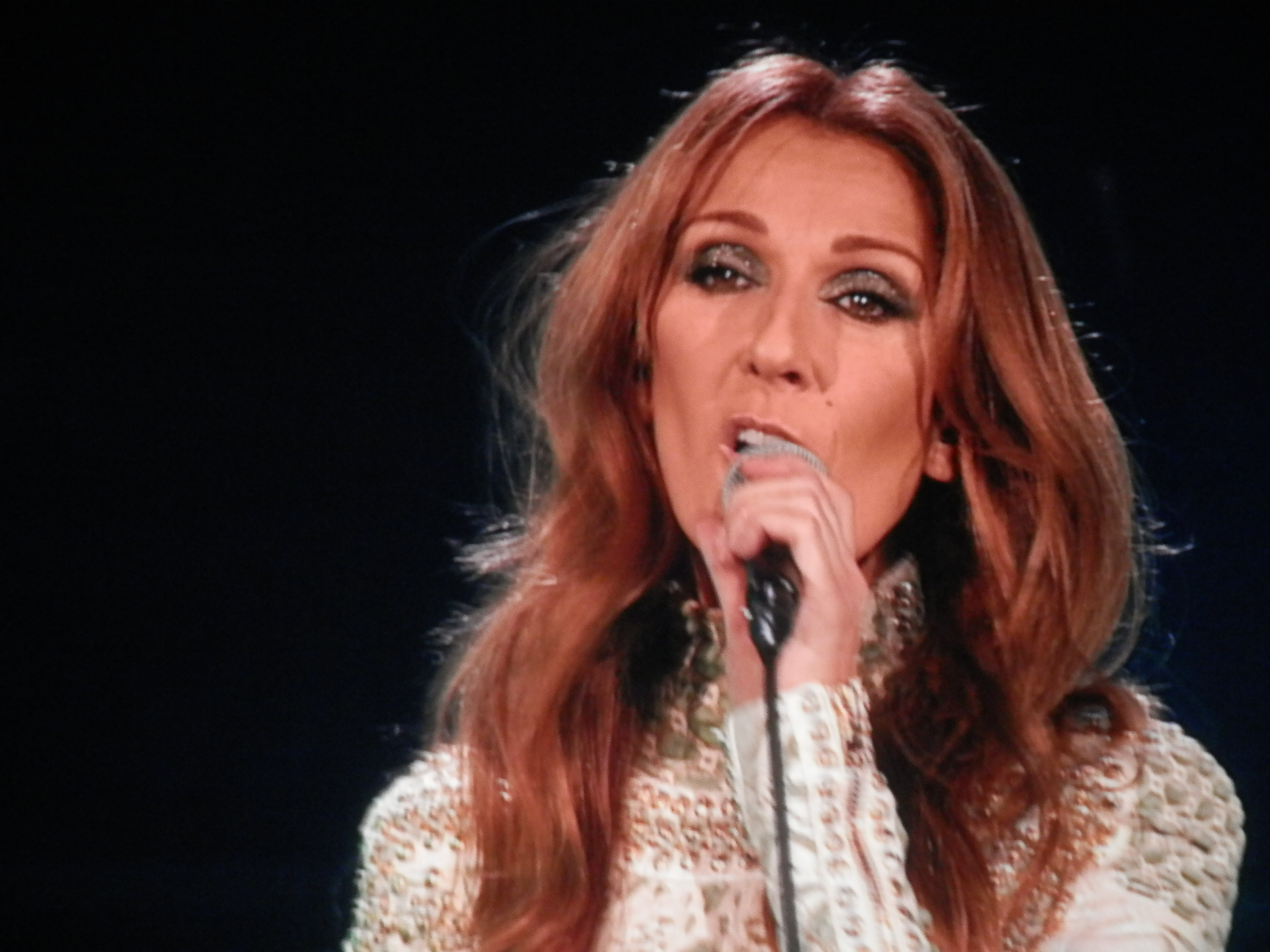
Céline Dion
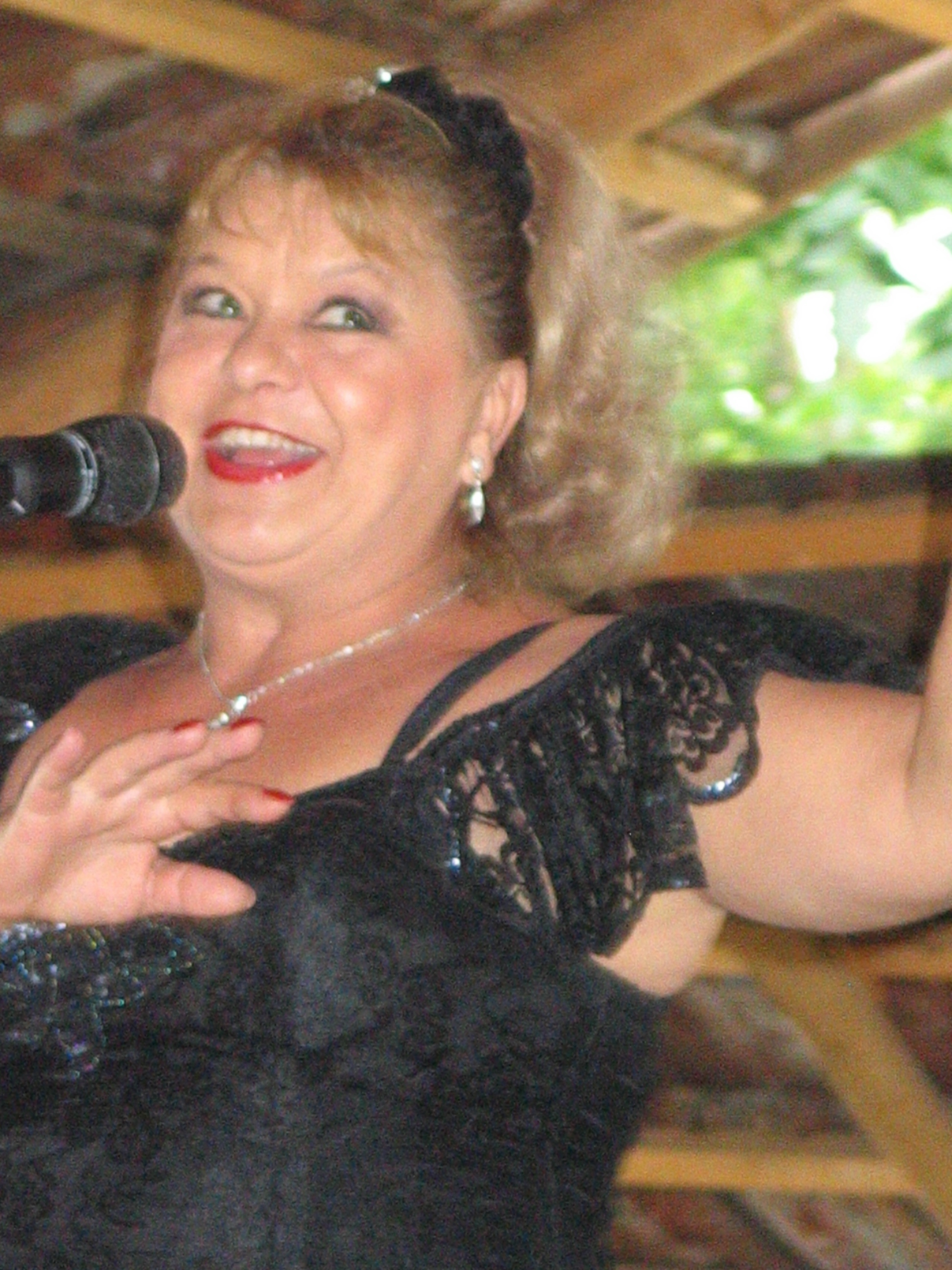
Oszvald Marika
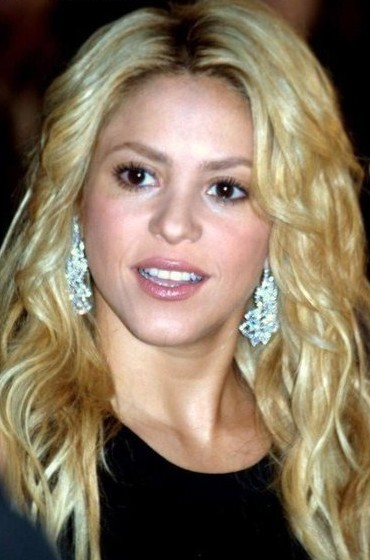
Shakira
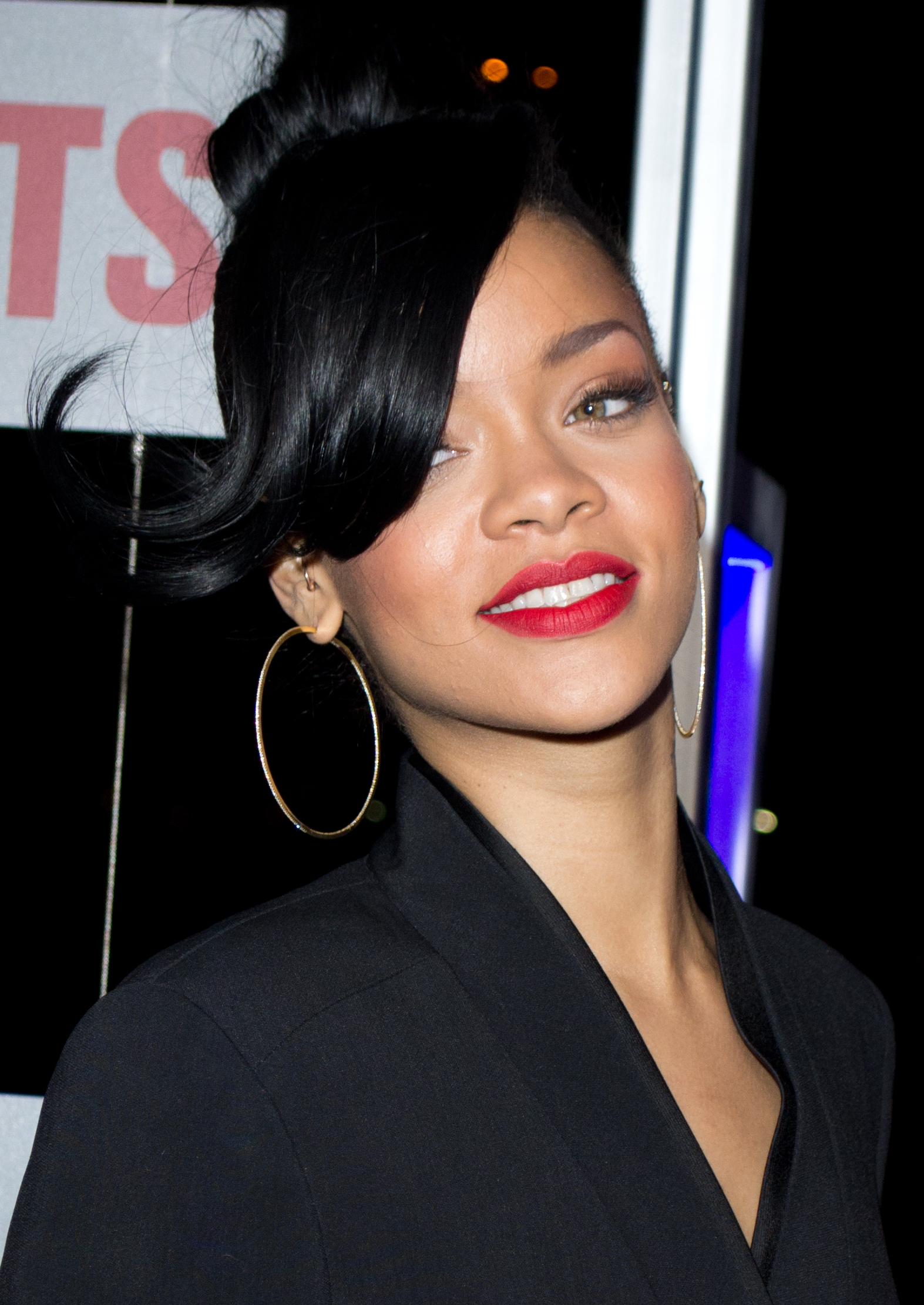
Rihanna

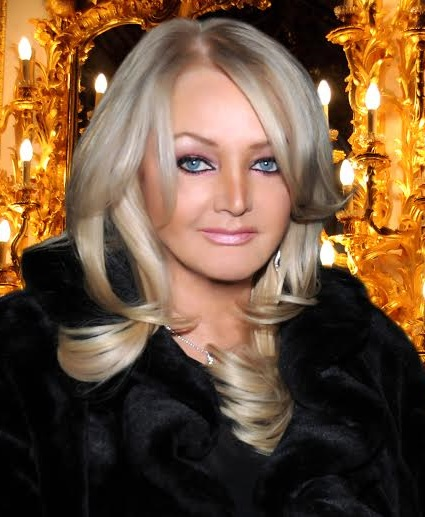
Bonnie Tyler
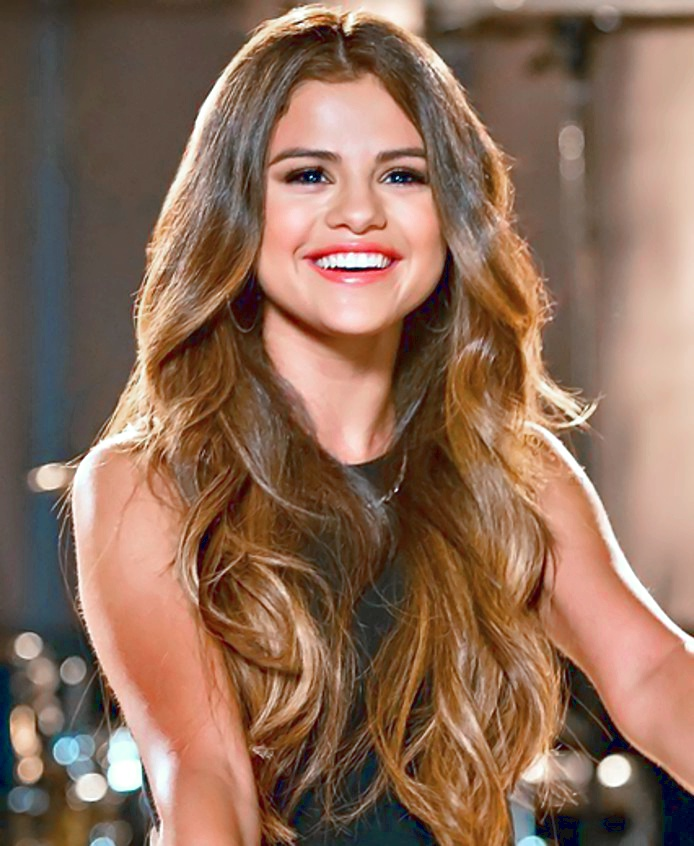
Selena Gomez

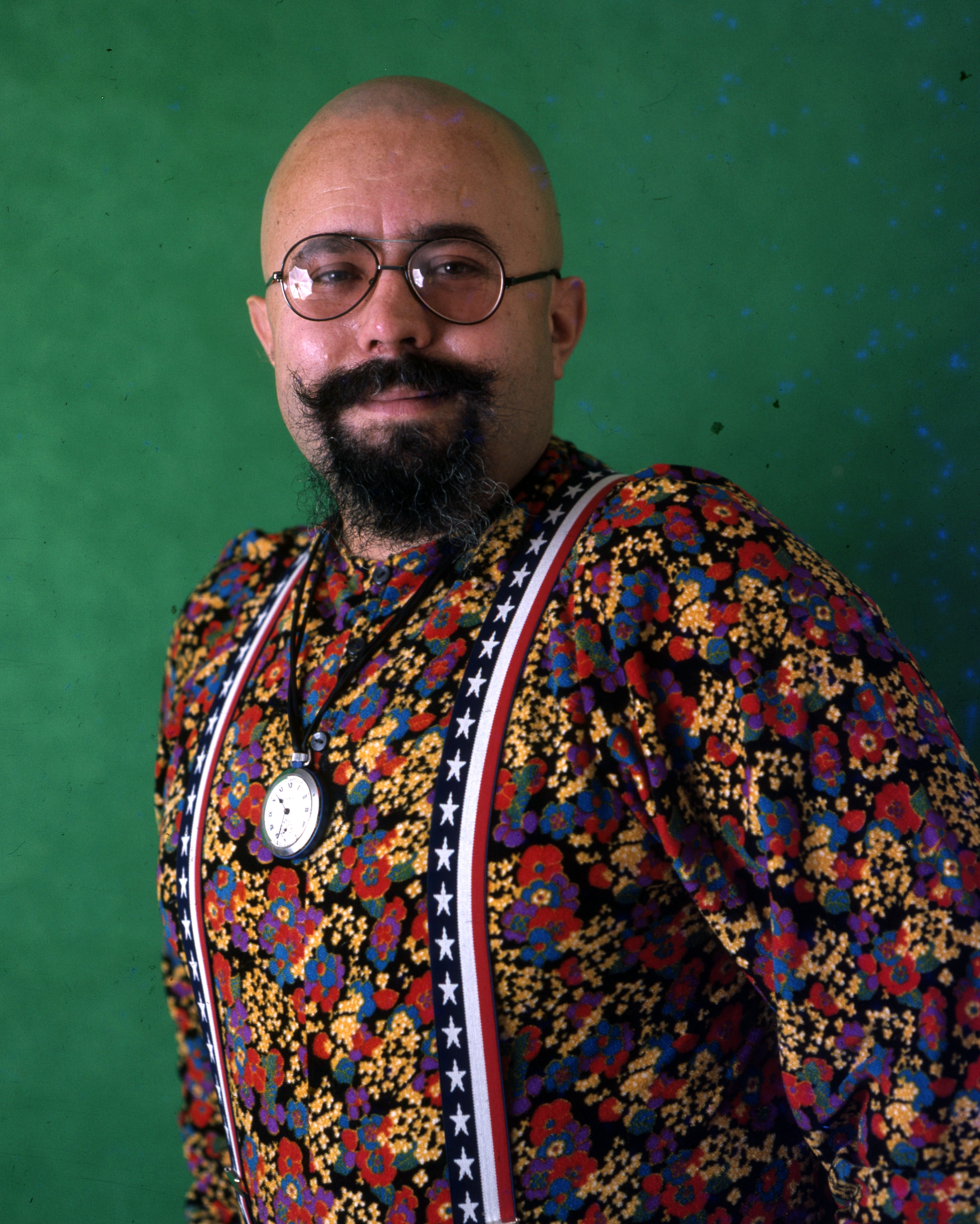
Bergendy István
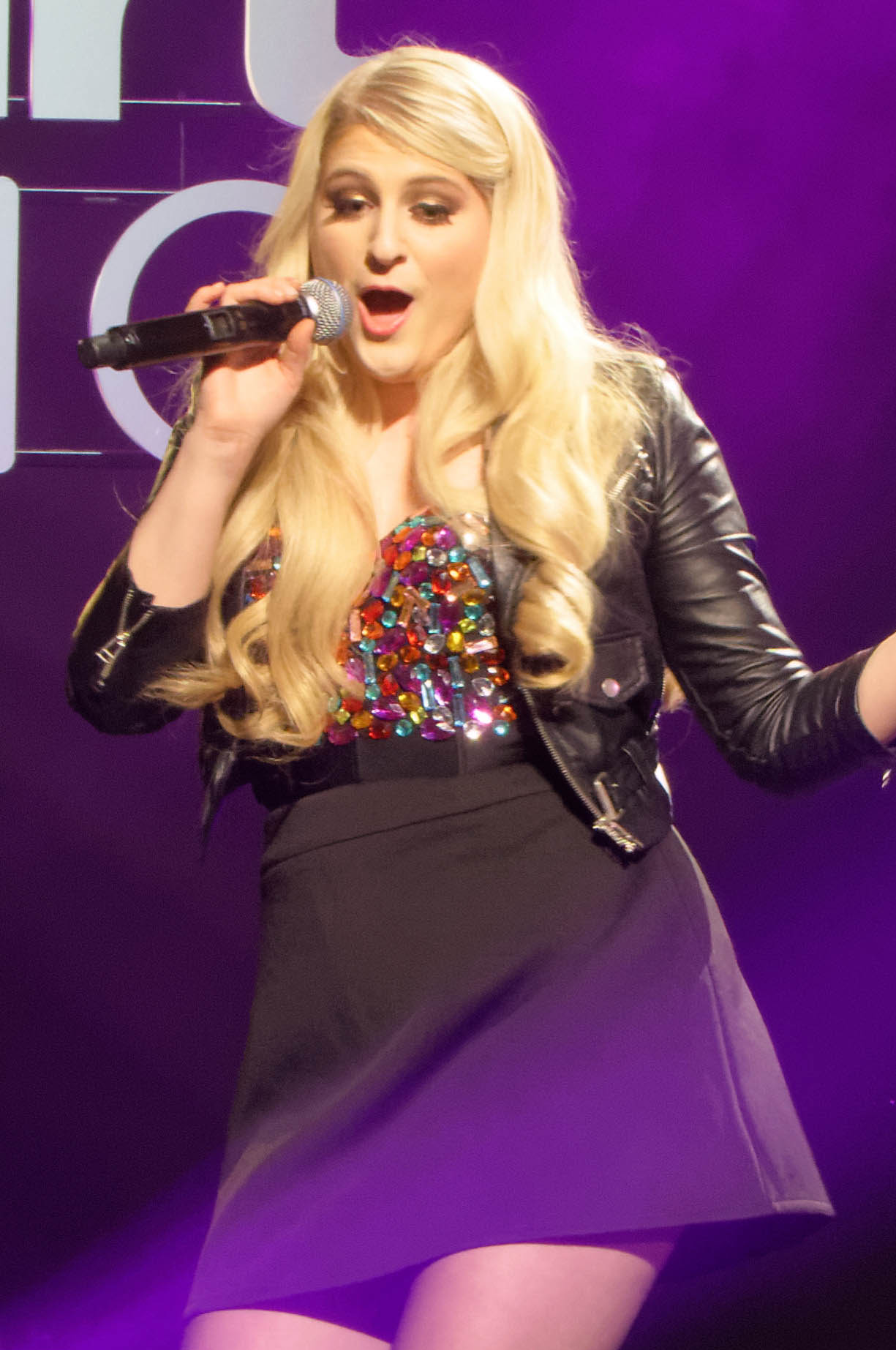
Meghan Trainor
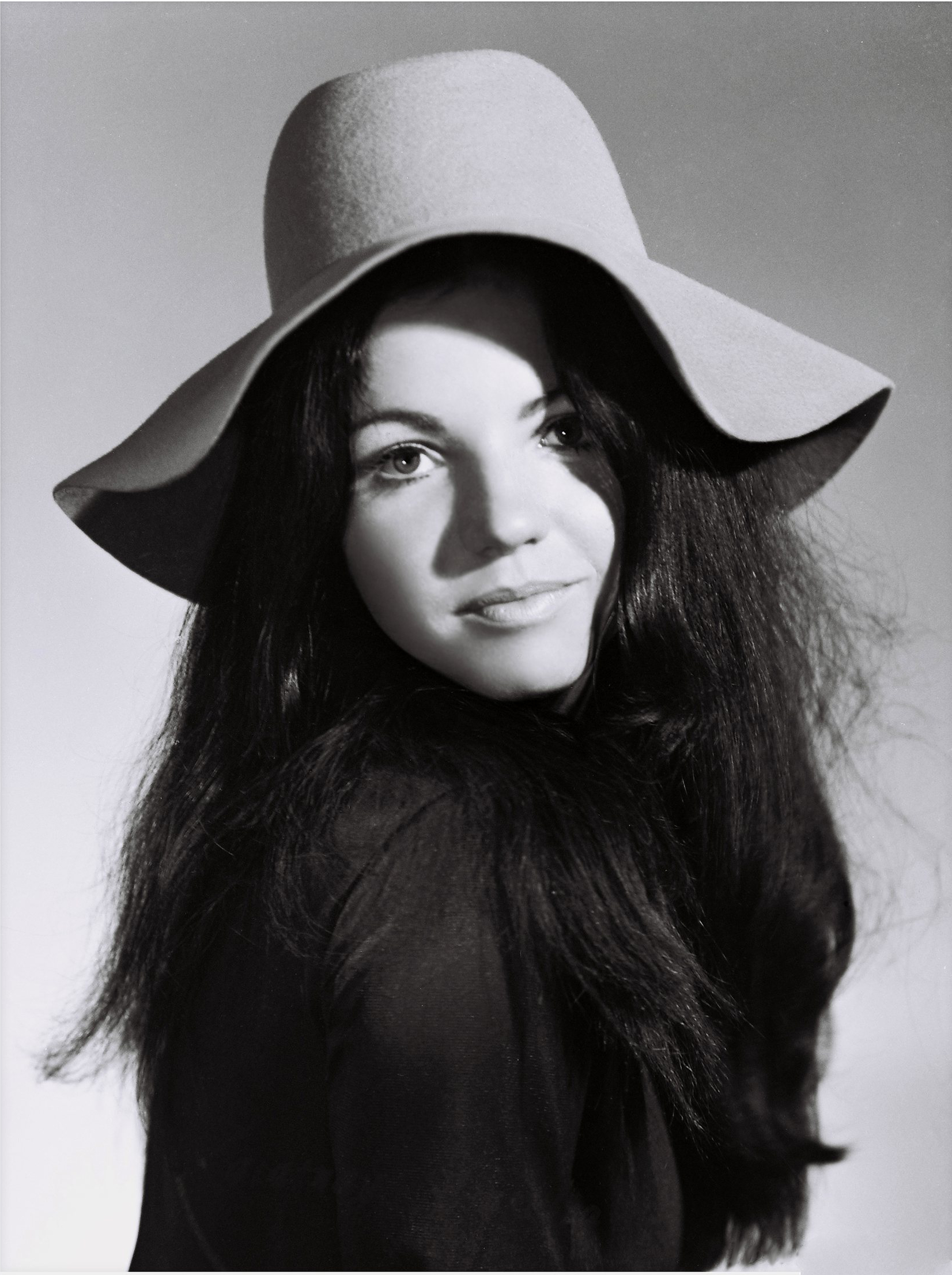
Zalatnay Sarolta
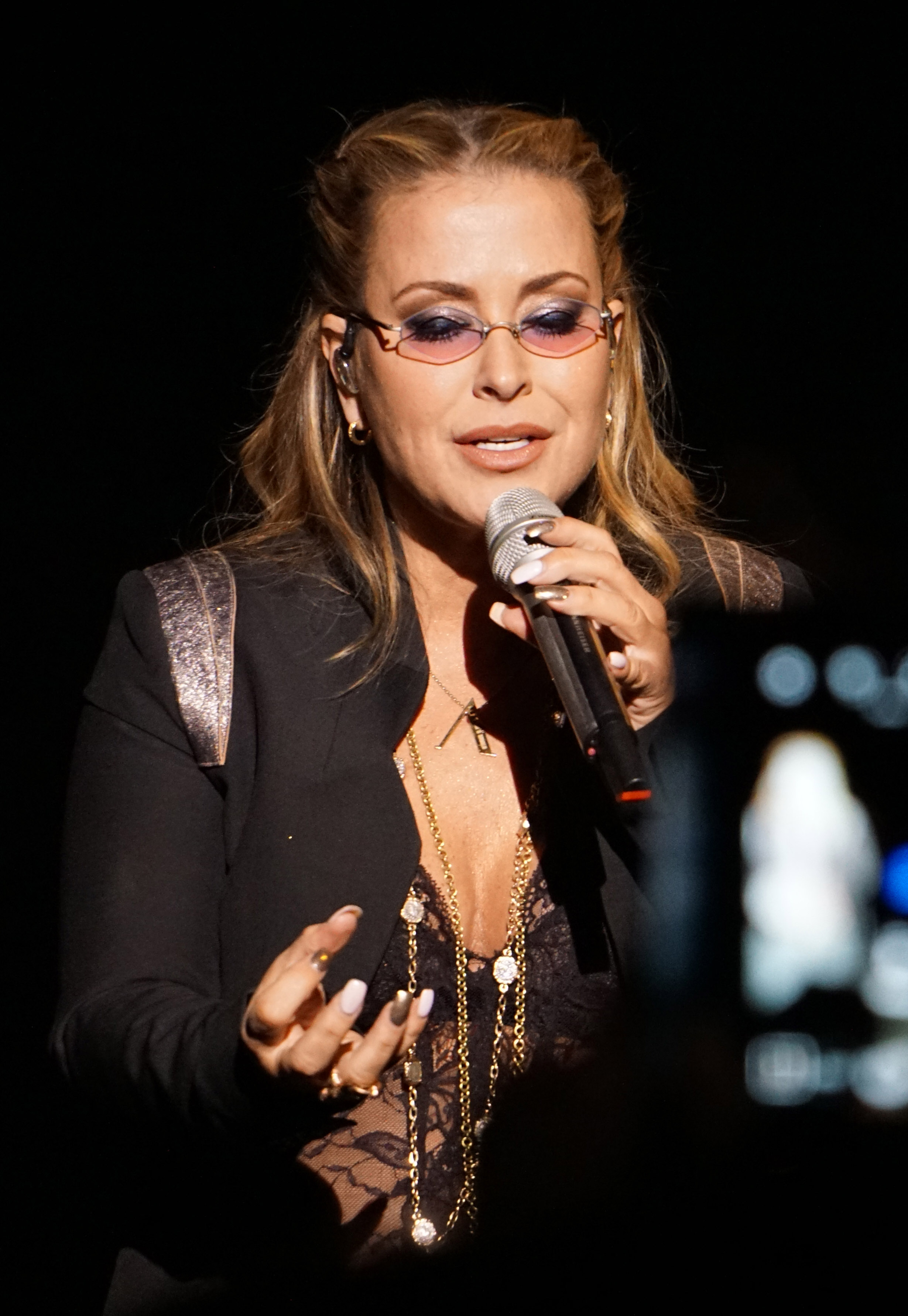
Anastacia
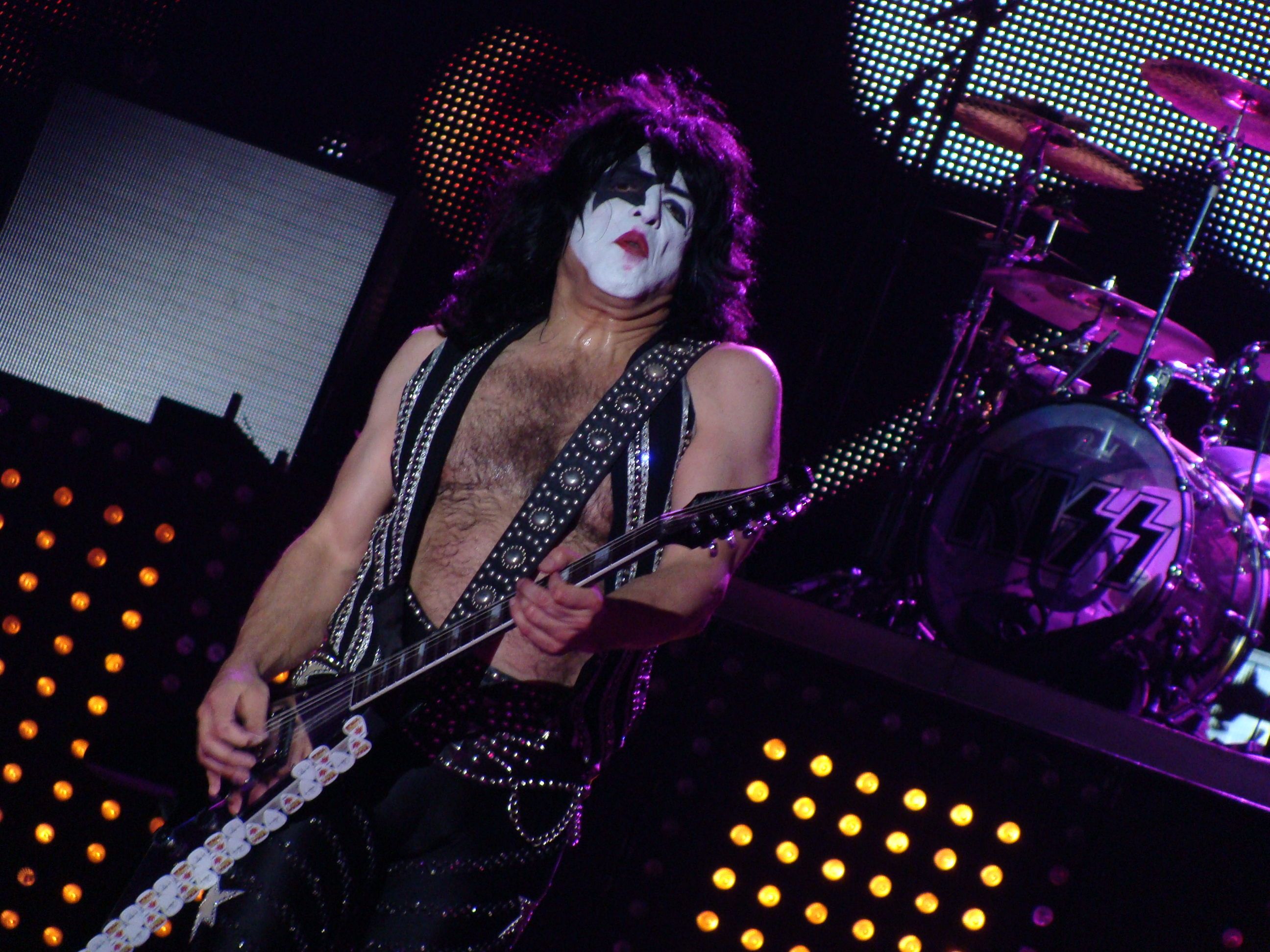
Paul Stanley

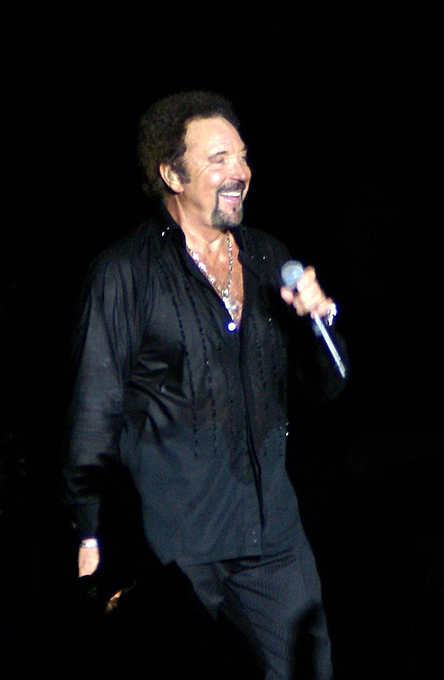
Tom Jones
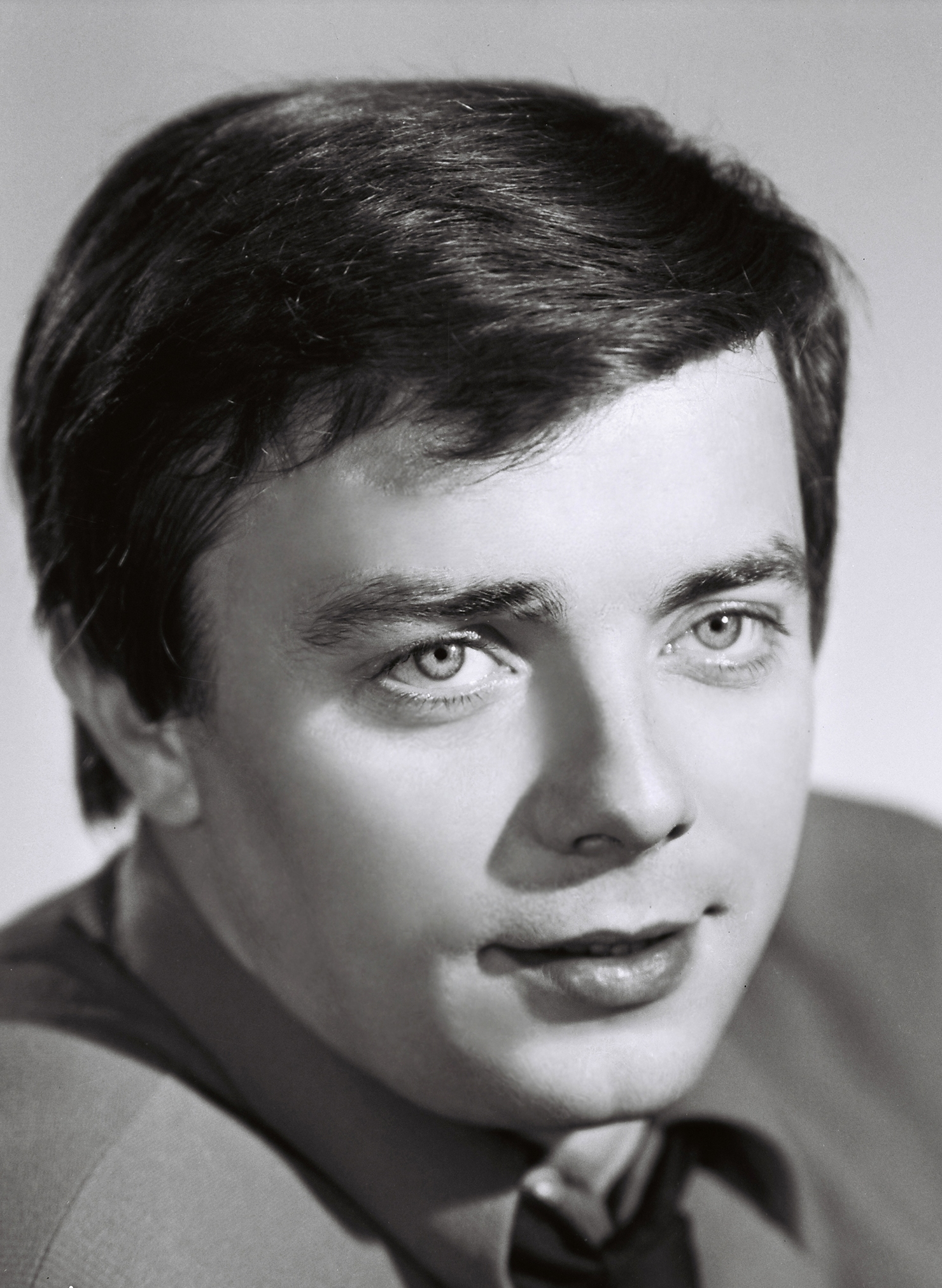
Aradszky László
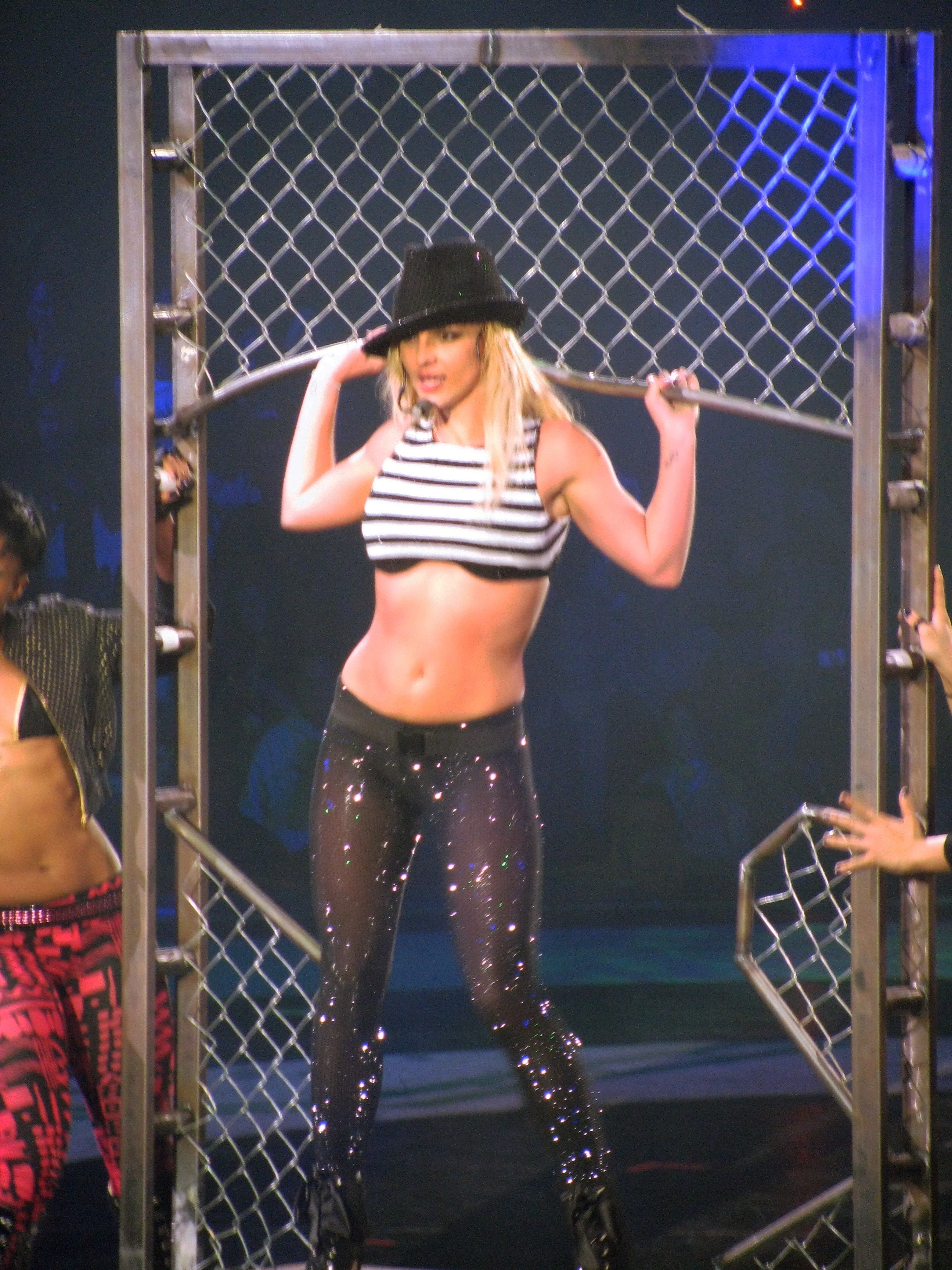
Britney Spears
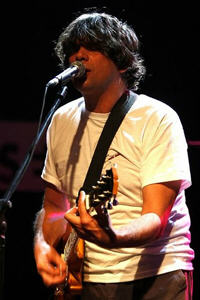
Takáts Tamás
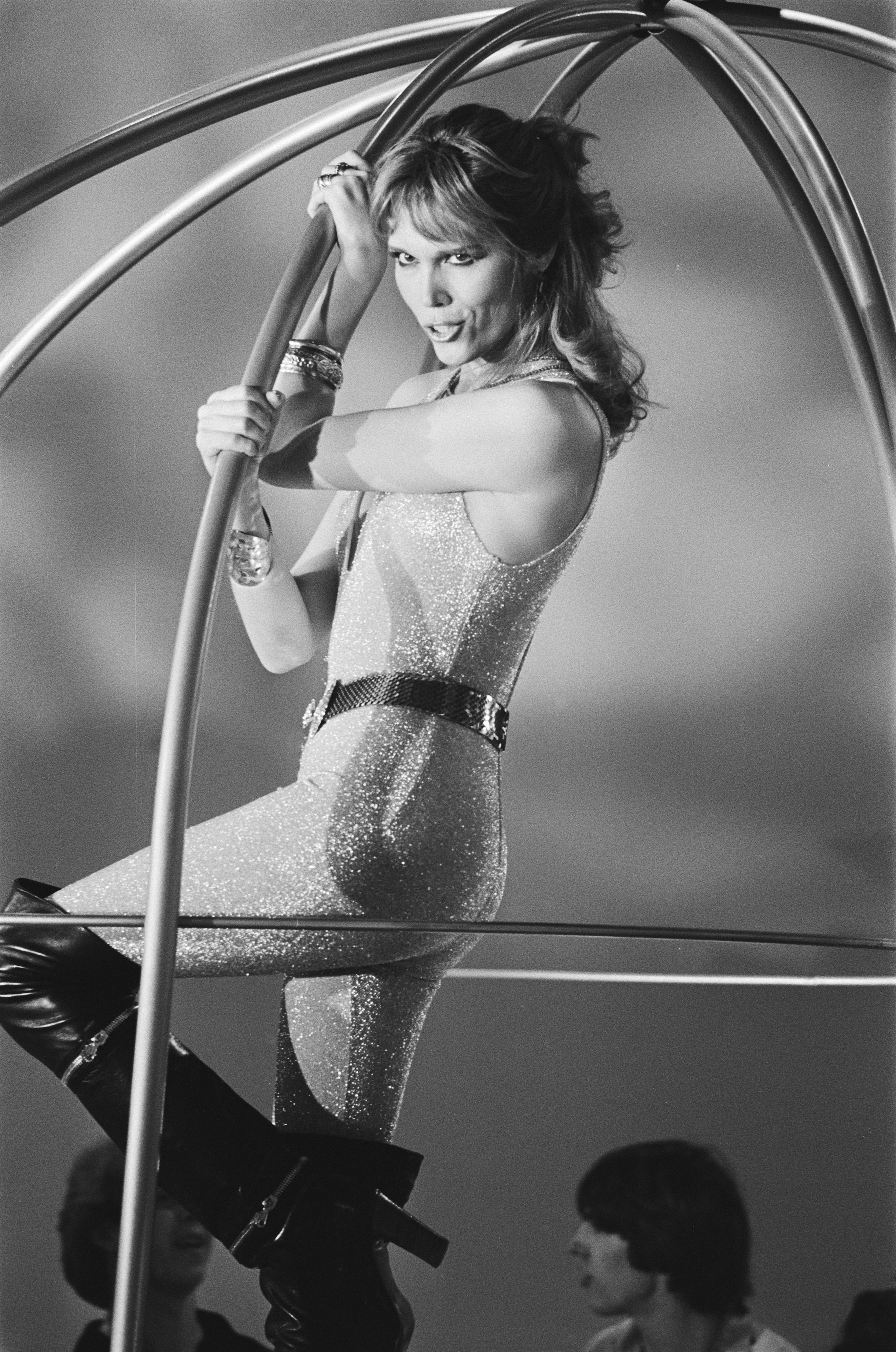
Amanda Lear

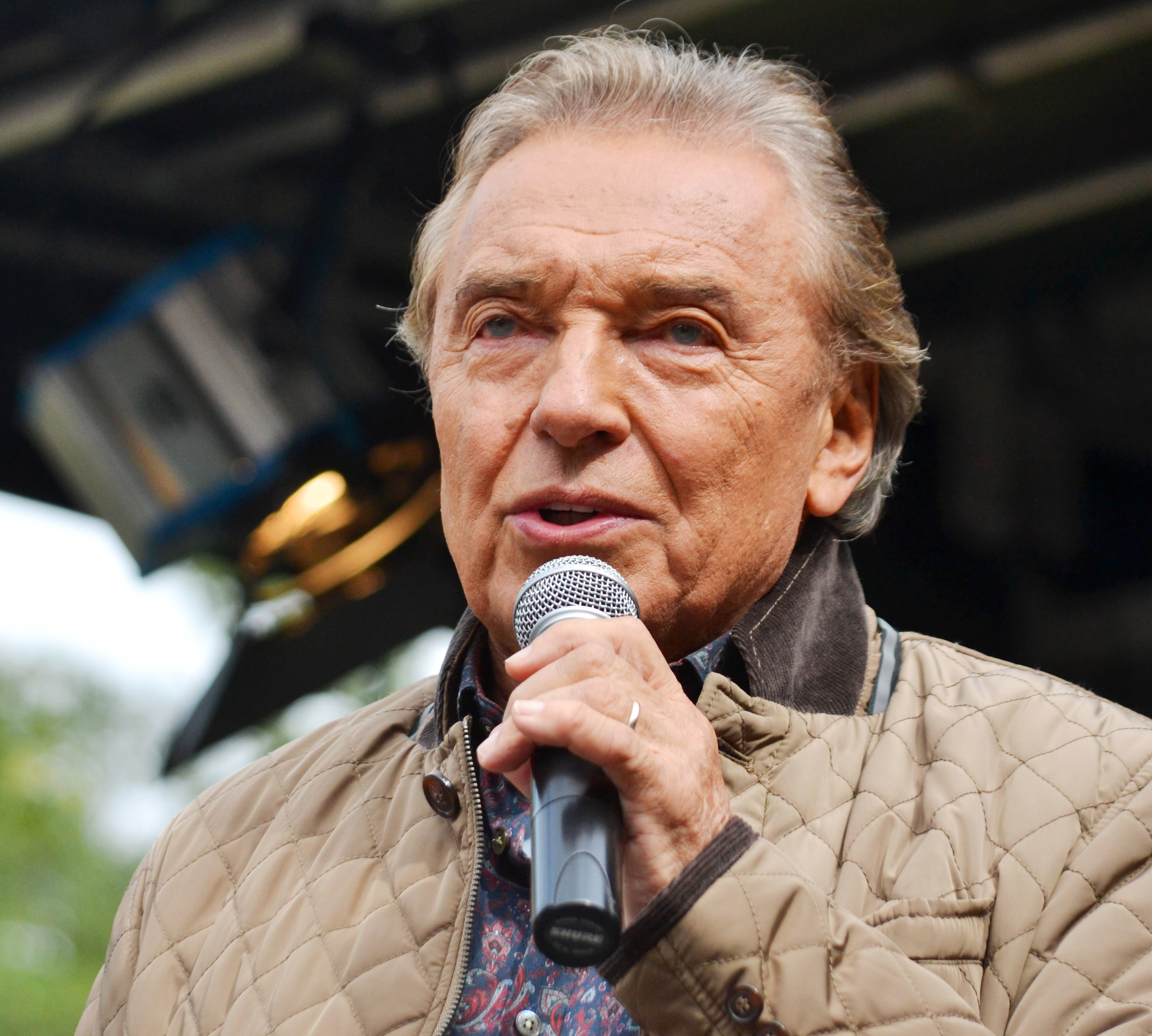
Karel Gott
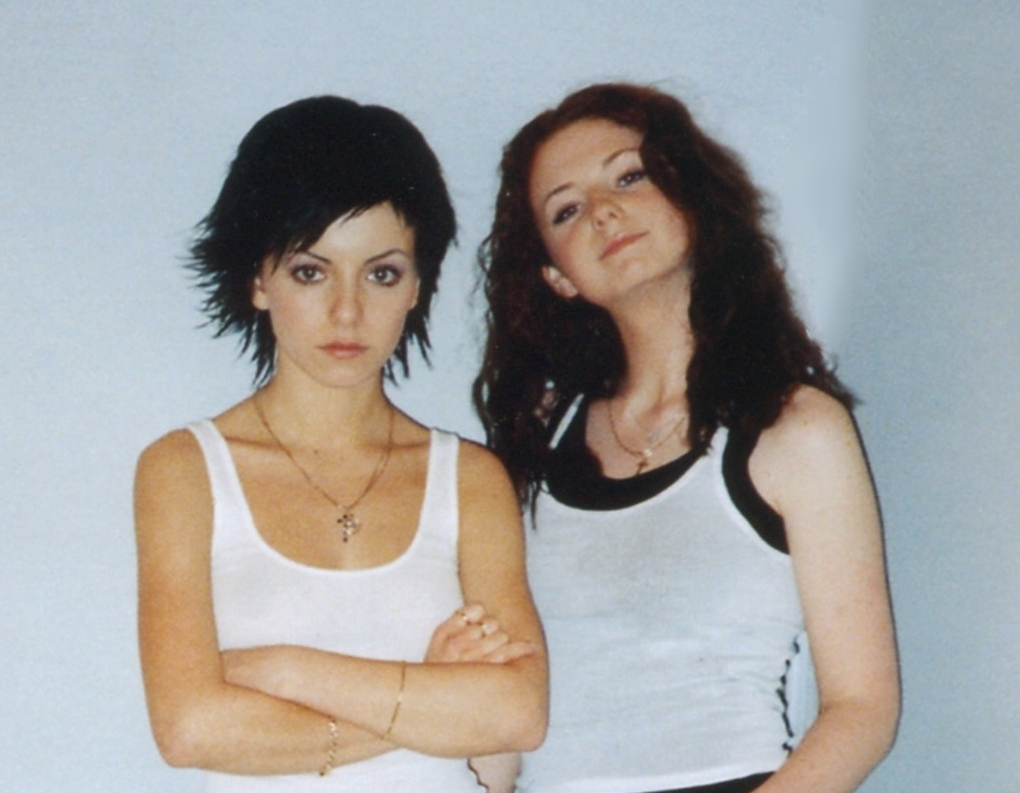
t.A.T.u
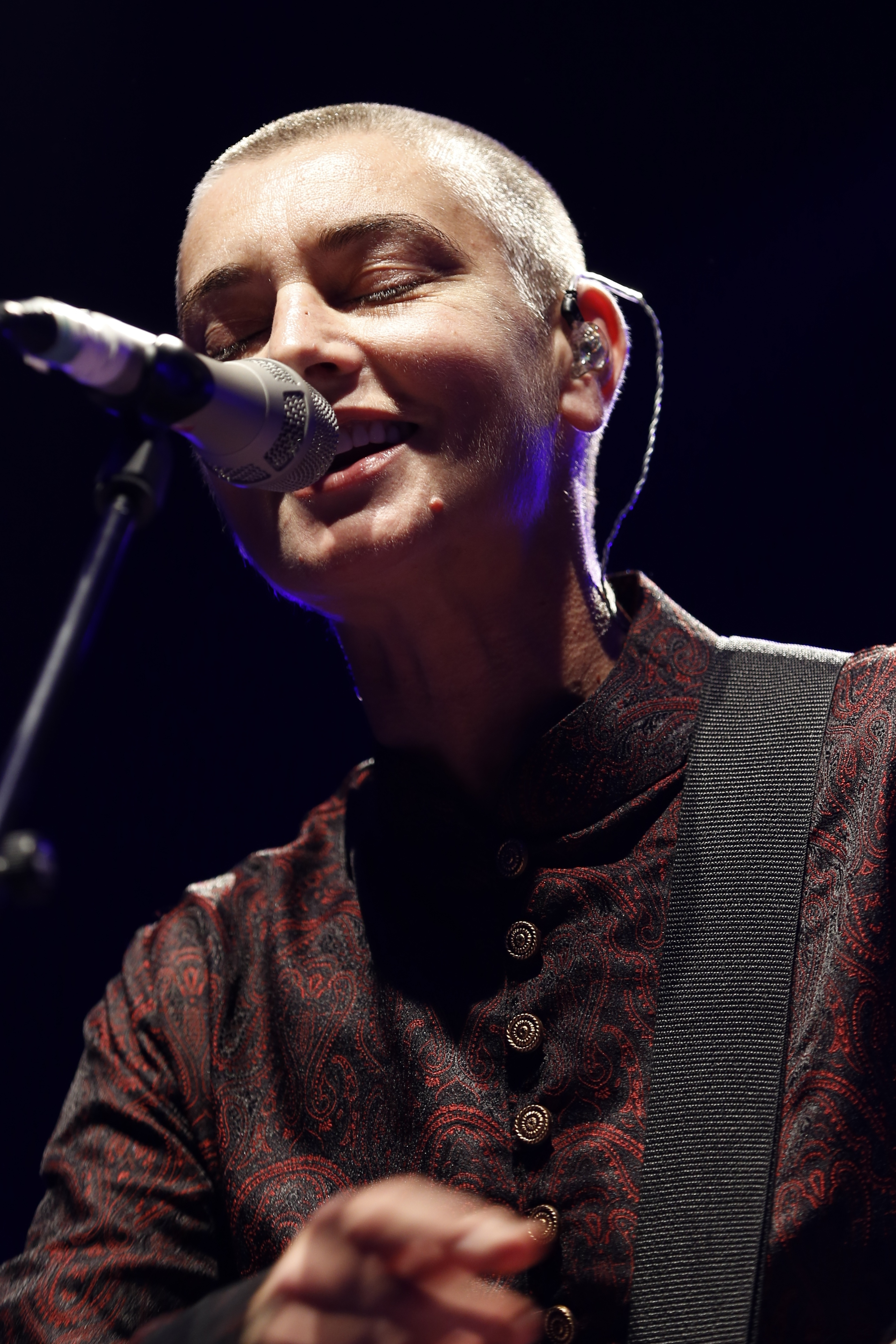
Sinéad O’Connor
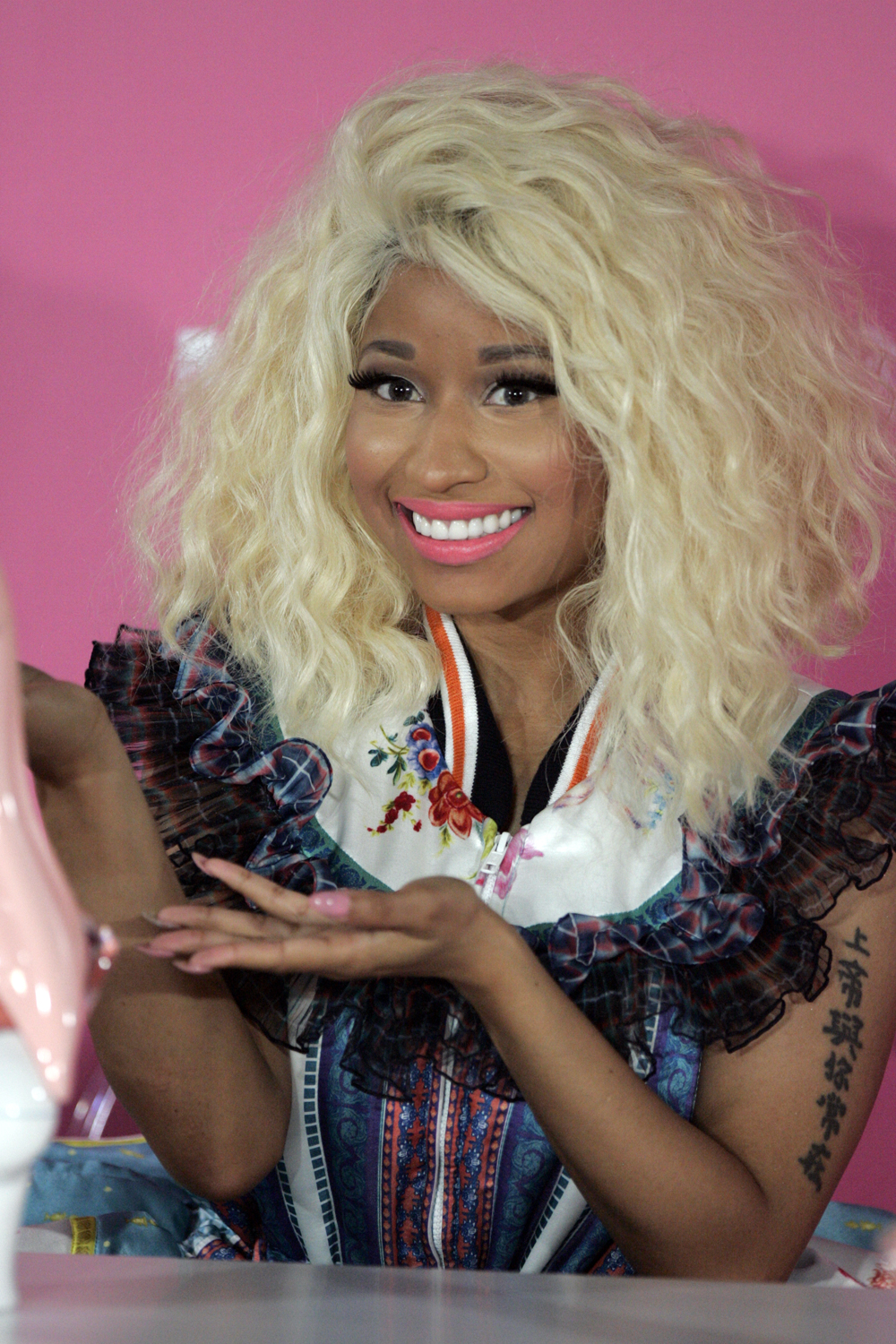
Nicki Minaj
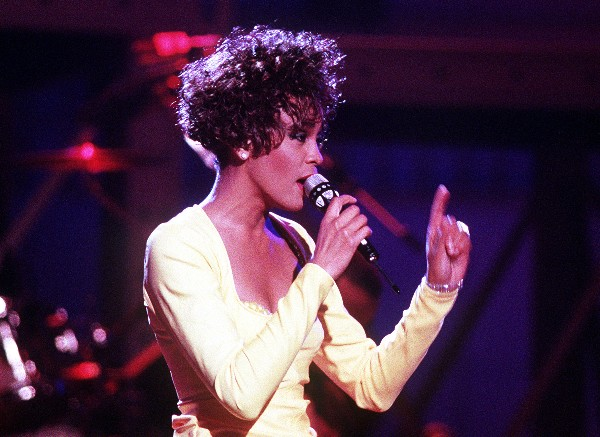
Whitney Houston

- Stevie Wonder
- Lady Gaga
- Adele
- Boy George

- Mick Hucknall
- Kovács Kati
- James Brown
- Sia
- Will Smith

- Lovasi András
- Prince
- Liza Minnelli
- Tina Turner
- Cher

- Tarkan
- Pet Shop Boys
- Spice Girls
- Rick Astley
- Hernádi Judit

- Koncz Zsuzsa
- Taylor Swift
- Roxette
- Mr. President
- Diana Ross

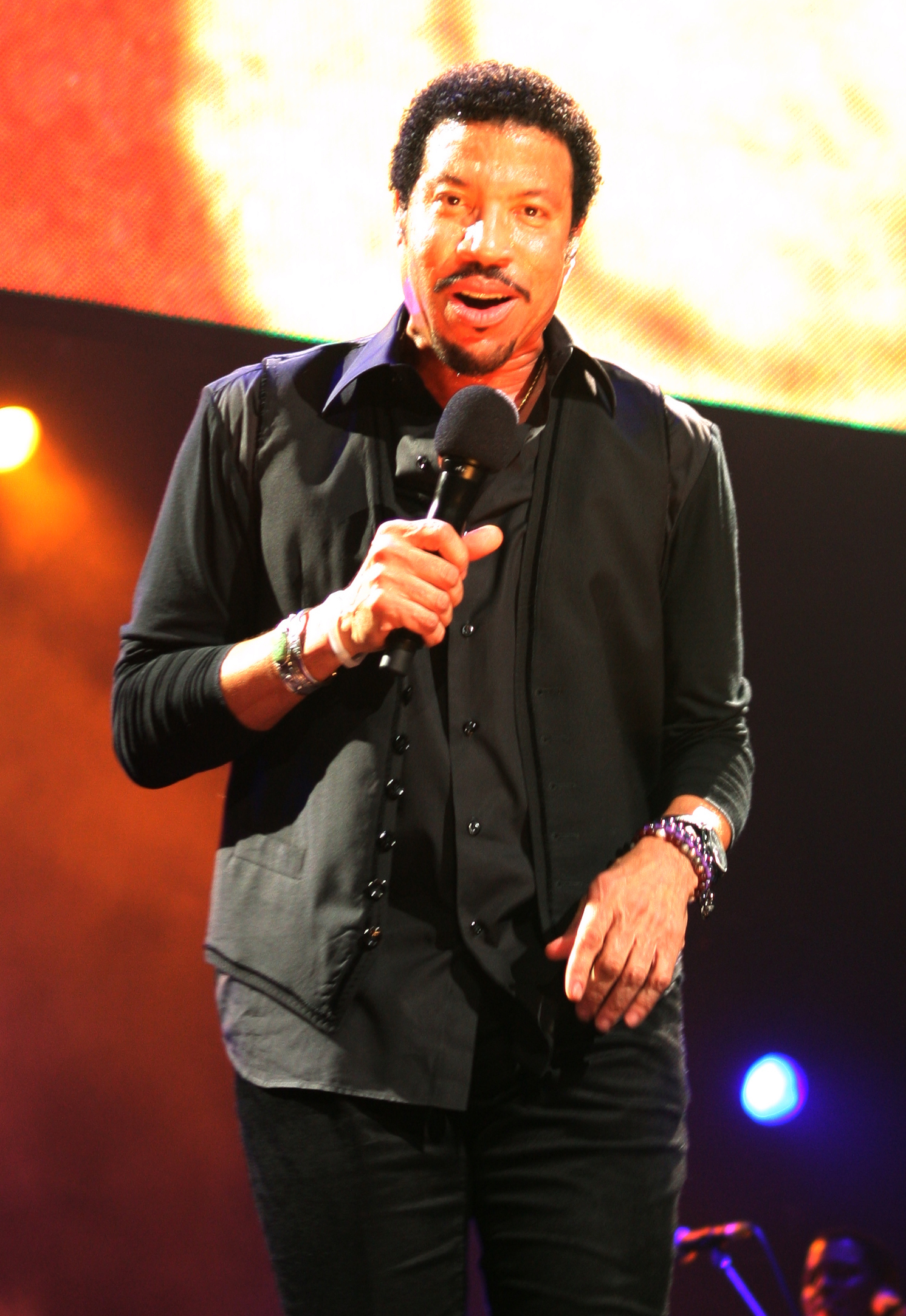
Lionel Richie
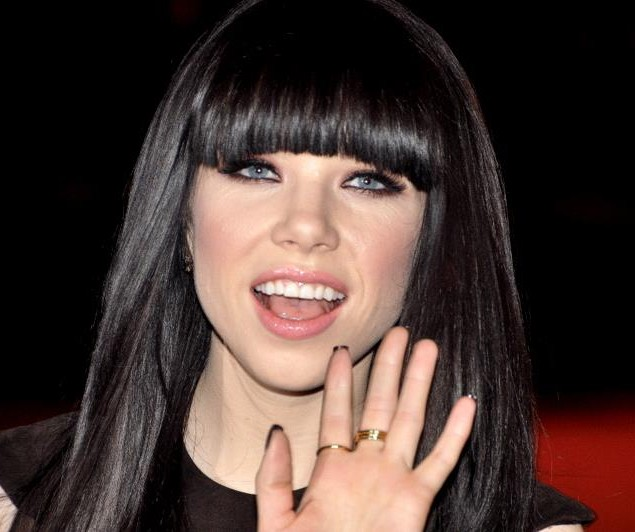
Carly Rae Jepsen
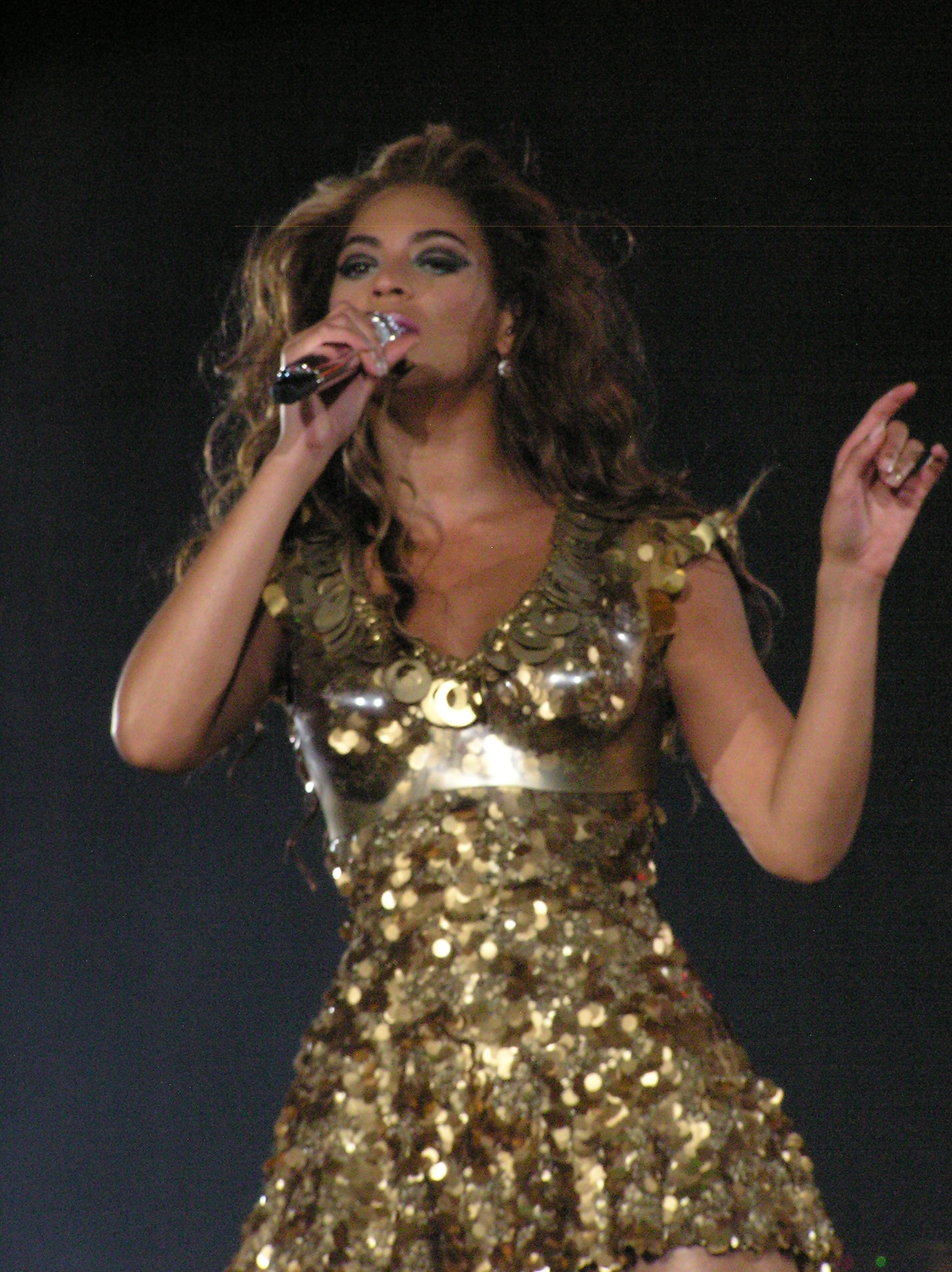
Beyoncé
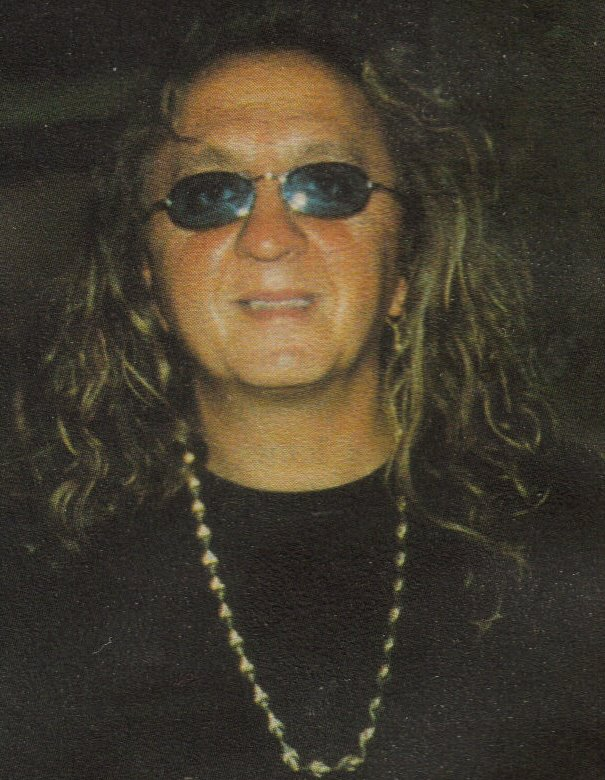
Zámbó Jimmy
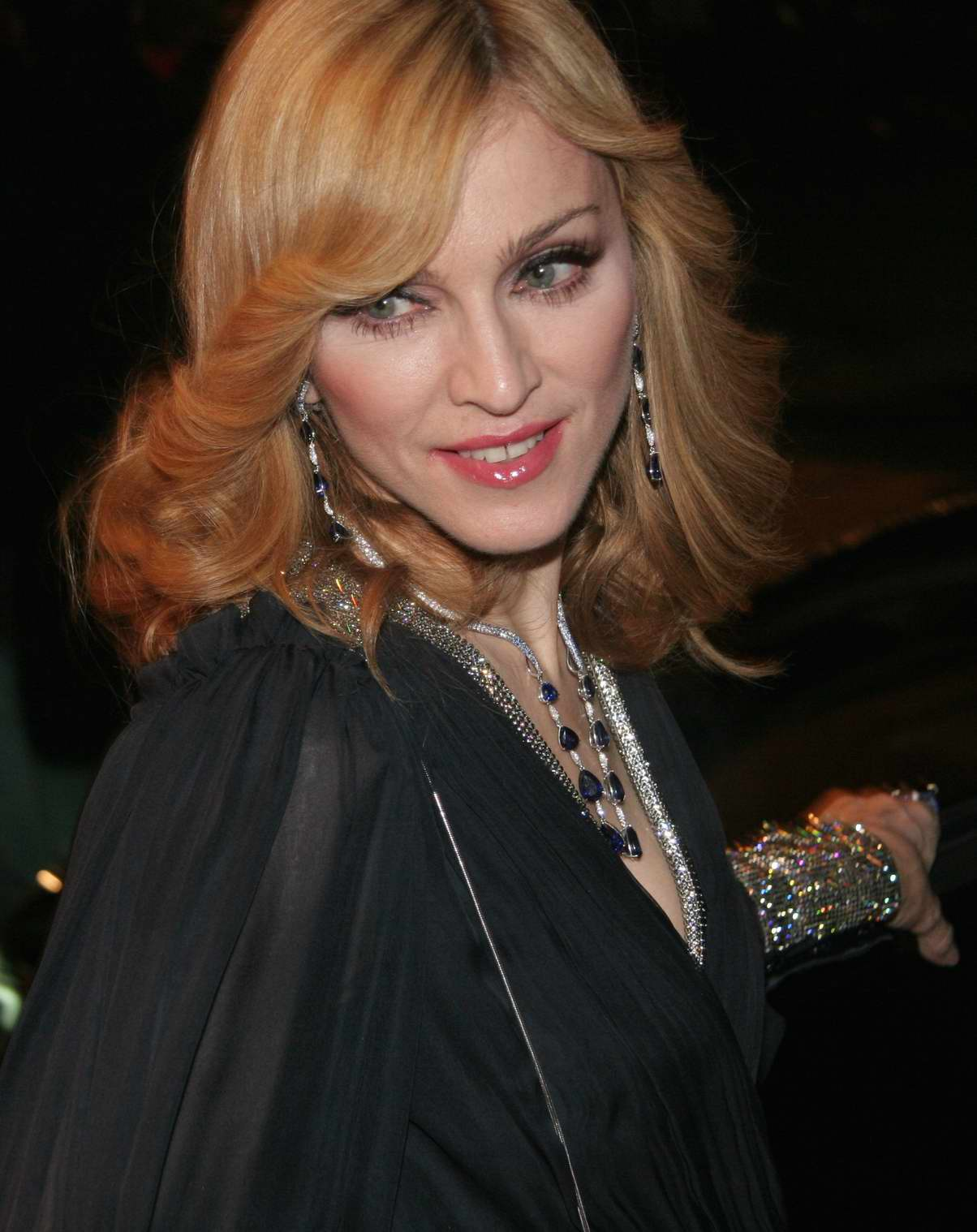
Madonna

- Donna Summer
- Céline Dion
- Oszvald Marika
- Shakira
- Rihanna

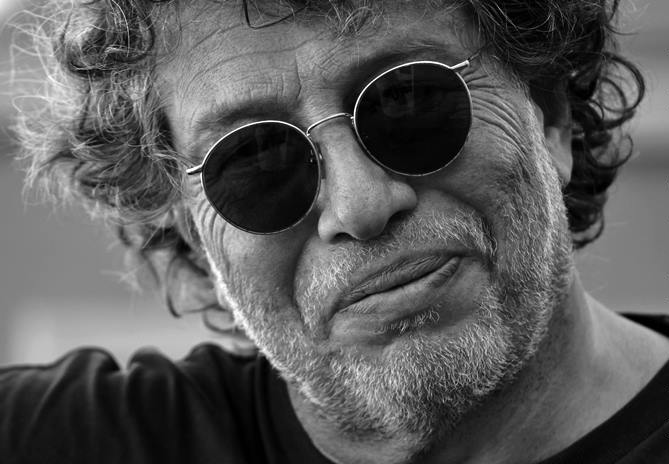
Presser Gábor
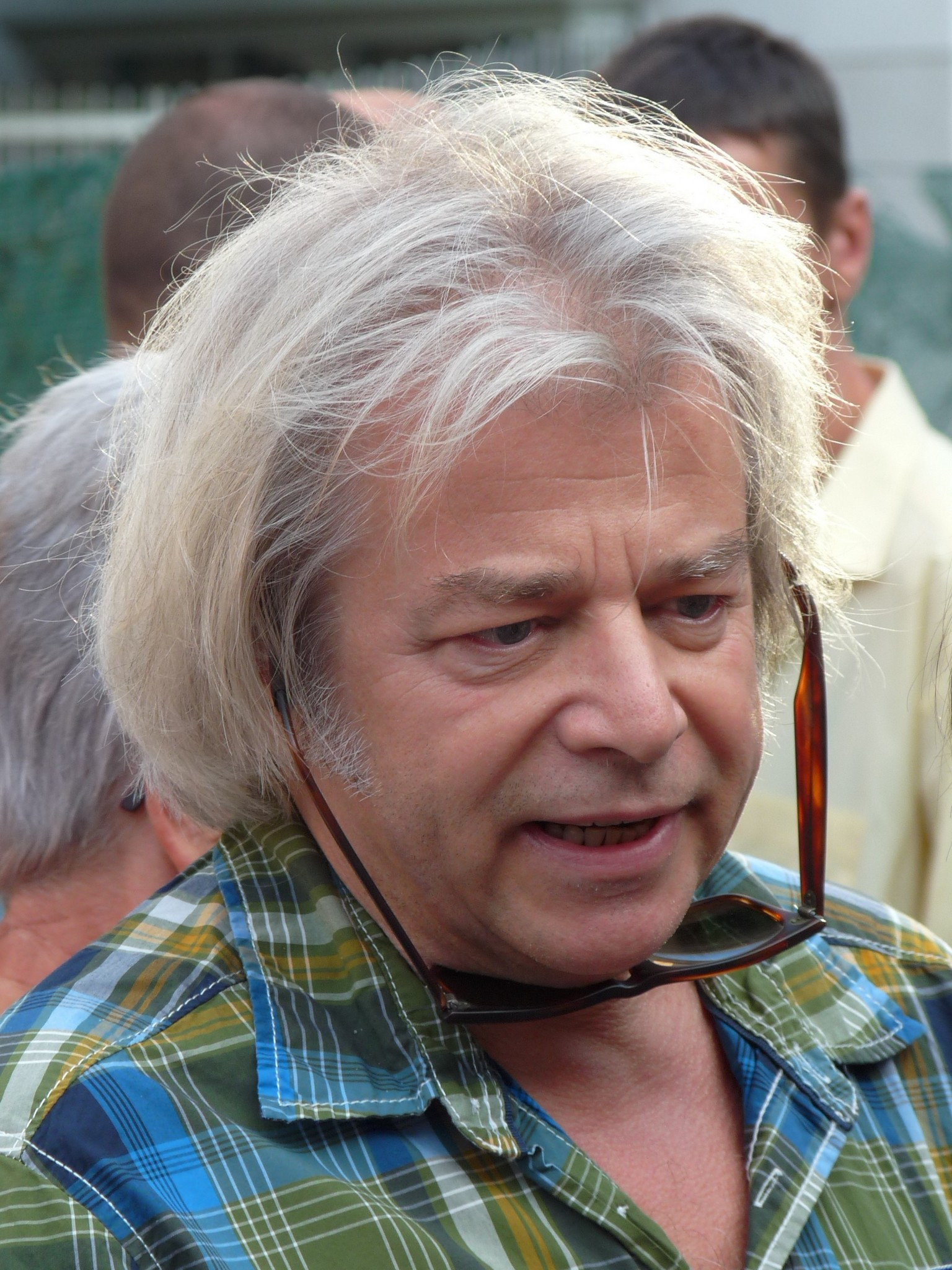
Somló Tamás
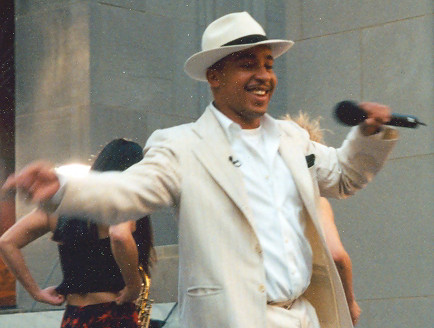
Lou Bega
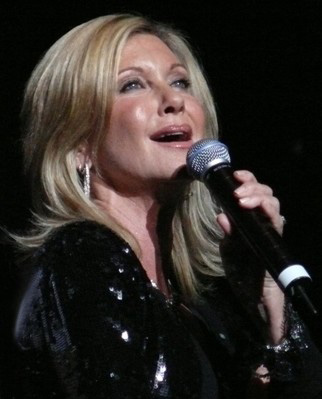
Olivia Newton-John
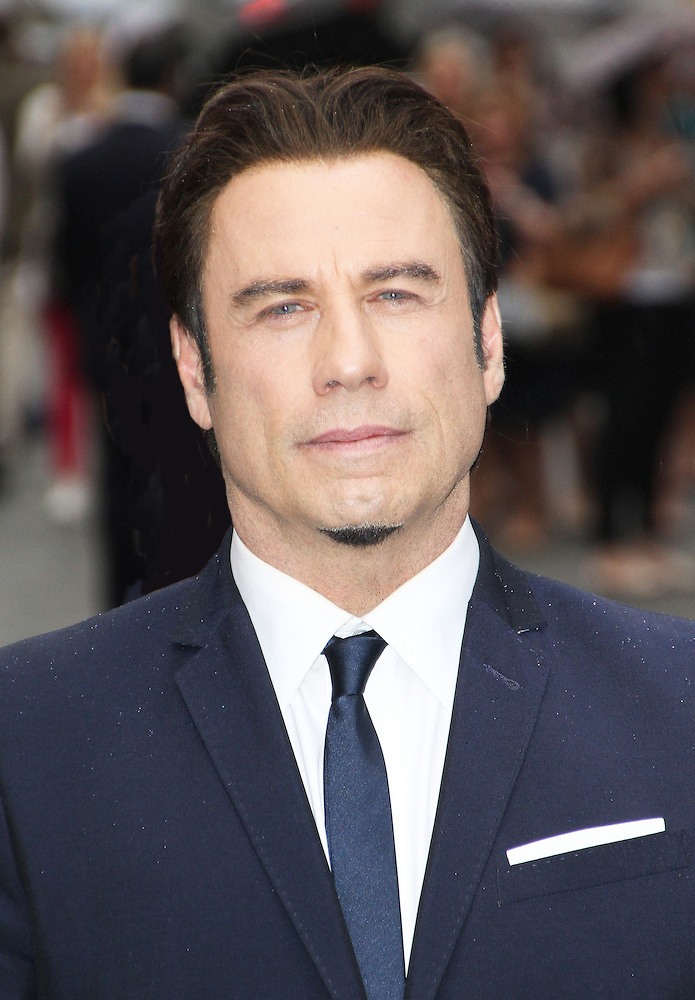
John Travolta

- Bonnie Tyler
- Selena Gomez

## Nézettség
A +4-es adatok a teljes lakosságra, a 18–59-es adatok a célközönségre vonatkoznak. A nézettség csak a TV2 által főműsoridőben sugárzott adások adatait mutatja.
| Epizód   | Vetítés              | Teljes lakosság (+4) | Teljes lakosság (+4) | Teljes lakosság (+4) | Célközönség (18–59) | Célközönség (18–59) | Célközönség (18–59) | Forrás |
| Epizód   | Vetítés              | AMR (fő)             | SHR (%)              | Heti helyezés        | AMR (fő)            | SHR (%)             | Heti helyezés       | Forrás |
| -------- | -------------------- | -------------------- | -------------------- | -------------------- | ------------------- | ------------------- | ------------------- | ------ |
| 1. adás  | 2015. szeptember 27. | 1 444 168            | 30,0                 | 1.                   | 724 183             | 27,4                | 1.                  | [ 5 ]  |
| 2. adás  | 2015. október 4.     | 1 419 637            | 30,9                 | 1.                   | 730 465             | 28,0                | 1.                  | [ 6 ]  |
| 3. adás  | 2015. október 11.    | 1 492 580            | 29,7                 | 1.                   | 739 569             | 26,1                | 1.                  | [ 7 ]  |
| 4. adás  | 2015. október 18.    | 1 612 554            | 32,7                 | 1.                   | 865 214             | 30,8                | 1.                  | [ 8 ]  |
| 5. adás  | 2015. október 25.    | 1 517 953            | 31,0                 | 2.                   | 786 689             | 27,9                | 2.                  | [ 9 ]  |
| 6. adás  | 2015. november 1.    | 1 661 302            | 32,8                 | 1.                   | 871 294             | 29,7                | 1.                  | [ 10 ] |
| 7. adás  | 2015. november 8.    | 1 780 184            | 35,2                 | 1.                   | 971 365             | 33,5                | 1.                  | [ 11 ] |
| 8. adás  | 2015. november 15.   | 1 765 203            | 33,8                 | 1.                   | 894 658             | 30,0                | 1.                  | [ 12 ] |
| 9. adás  | 2015. november 22.   | 1 757 495            | 34,3                 | 1.                   | 889 829             | 30,9                | 1.                  | [ 13 ] |
| 10. adás | 2015. november 29.   | 1 994 551            | 40,1                 | 1.                   | 1 021 800           | 37,2                | 1.                  | [ 14 ] |